# Gimont
Gimont (Gimont en gascon) est une commune française située dans le département du Gers, en région Occitanie. Sur le plan historique et culturel, la commune est dans le Gimoès, un petit territoire autour de Gimont, traversé en son milieu par la Gimone.
Exposée à un climat océanique altéré, elle est drainée par la Gimone, la Marcaoue, le ruisseau de Lahas, le ruisseau d'en Bon et par divers autres petits cours d'eau. La commune possède un patrimoine naturel remarquable composé de trois zones naturelles d'intérêt écologique, faunistique et floristique.
Gimont est une commune rurale qui compte 3 110 habitants en 2022. Elle est dans l'unité urbaine de Gimont et fait partie de l'aire d'attraction de Toulouse. Ses habitants sont appelés les Gimontois ou  Gimontoises.
Le patrimoine architectural de la commune comprend six immeubles protégés au titre des monuments historiques : une maison, inscrite en 1927, l'église Notre-Dame-de-l'Assomption, inscrite en 1939, une maison, inscrite en 1960, la halle, inscrite en 1978, le château de Fontenilles, inscrit en 1999, et la chapelle Notre-Dame-de-Cahuzac, inscrite en 2017.

## Géographie

### Localisation
Gimont est une commune de Gascogne située en Gimois entre Auch et Toulouse à 17 km à l'ouest de L'Isle-Jourdain et située à 25 km à l'est d'Auch en pays de Rivière-Verdun.

### Communes limitrophes
Gimont est limitrophe de sept autres communes.
Les communes limitrophes sont Escornebœuf, Aubiet, Giscaro, Juilles, Maurens, Monferran-Savès et Montiron.
| Aubiet  | Escornebœuf | Monferran-Savès |
| Juilles | Gimont      | Giscaro         |
|         | Montiron    | Maurens         |

### Géologie et relief
La superficie de la commune est de 2 758 hectares ; son altitude varie de 144  à   232 mètres.

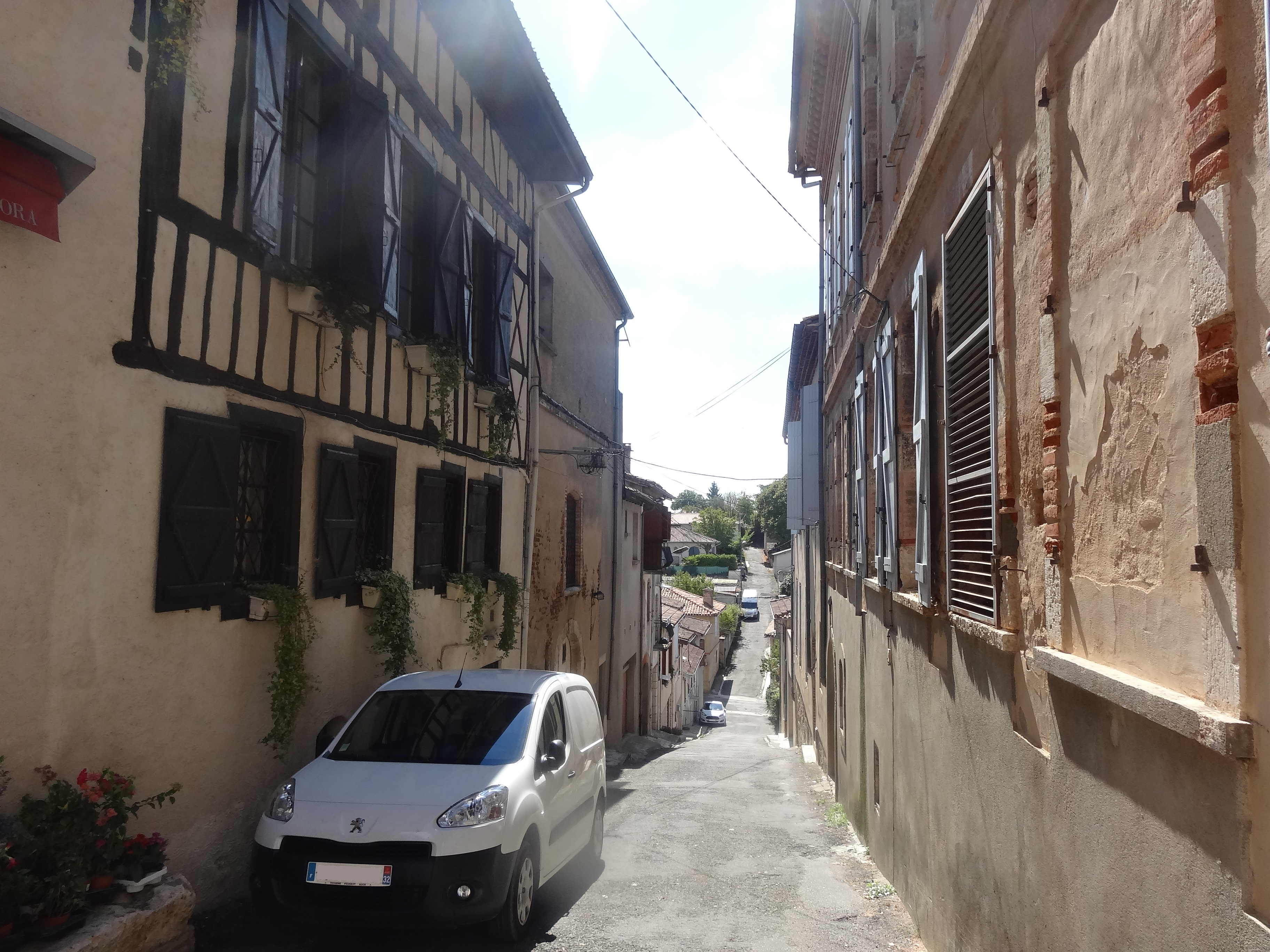
Gimont présente des rues en forte pente.

Gimont est la capitale du Gimontois (appelé parfois Gimoès) qui occupe la bordure orientale du département du Gers. Le Gimontois a un sous-sol argilo-calcaire. Il est déjà fortement empreint des influences lauragaises tout comme les régions de la vallée de la Save qui est située plus à l'est. La brique toulousaine s'y introduit peu à peu, imposant une architecture plus robuste et plus massive.
Gimont se situe en zone de sismicité 1 (sismicité très faible).

### Hydrographie
La commune est dans le bassin de la Garonne, au sein du bassin hydrographique Adour-Garonne. Elle est drainée par la Gimone, la Marcaoue, le ruisseau de Lahas, le ruisseau d'en Bon, un bras de la Gimone, le ruisseau de Borde Vieille, le ruisseau de Francillon, le ruisseau d'en Plaués, le ruisseau d'en Sarrade et par divers petits cours d'eau, qui constituent un réseau hydrographique de 25 km de longueur totale,.
La Gimone, d'une longueur totale de 135,7 km, prend sa source dans la commune de Saint-Loup-en-Comminges et s'écoule du sud-ouest vers le nord-est. Elle traverse la commune et se jette dans la Garonne à Castelferrus, après avoir traversé 54 communes.
La Marcaoue, d'une longueur totale de 36,4 km, prend sa source dans la commune de Simorre et s'écoule du sud-ouest vers le nord-est. Elle traverse la commune et se jette dans la Gimone à Touget, après avoir traversé 15 communes.

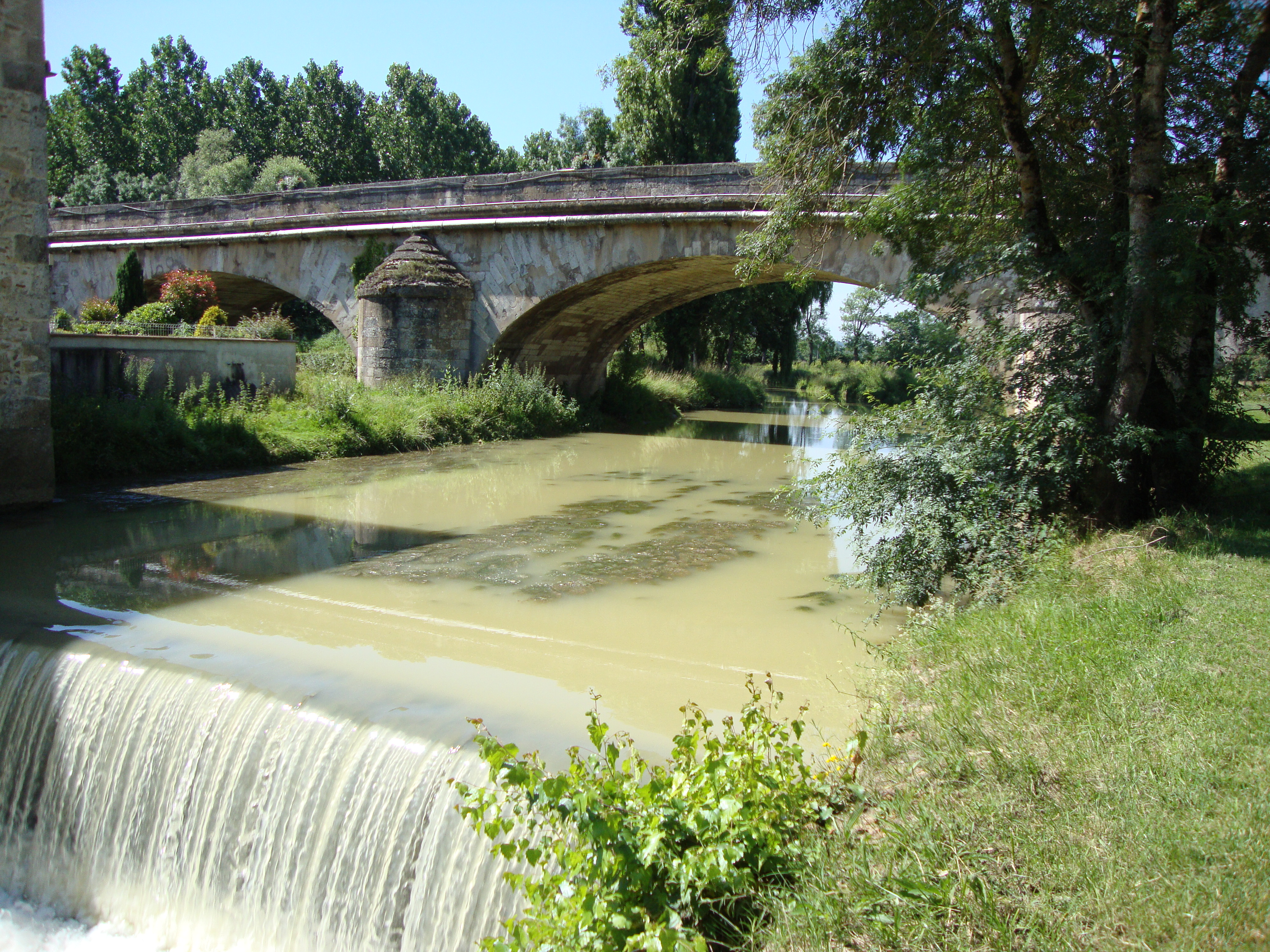
La Gimone à Gimont.
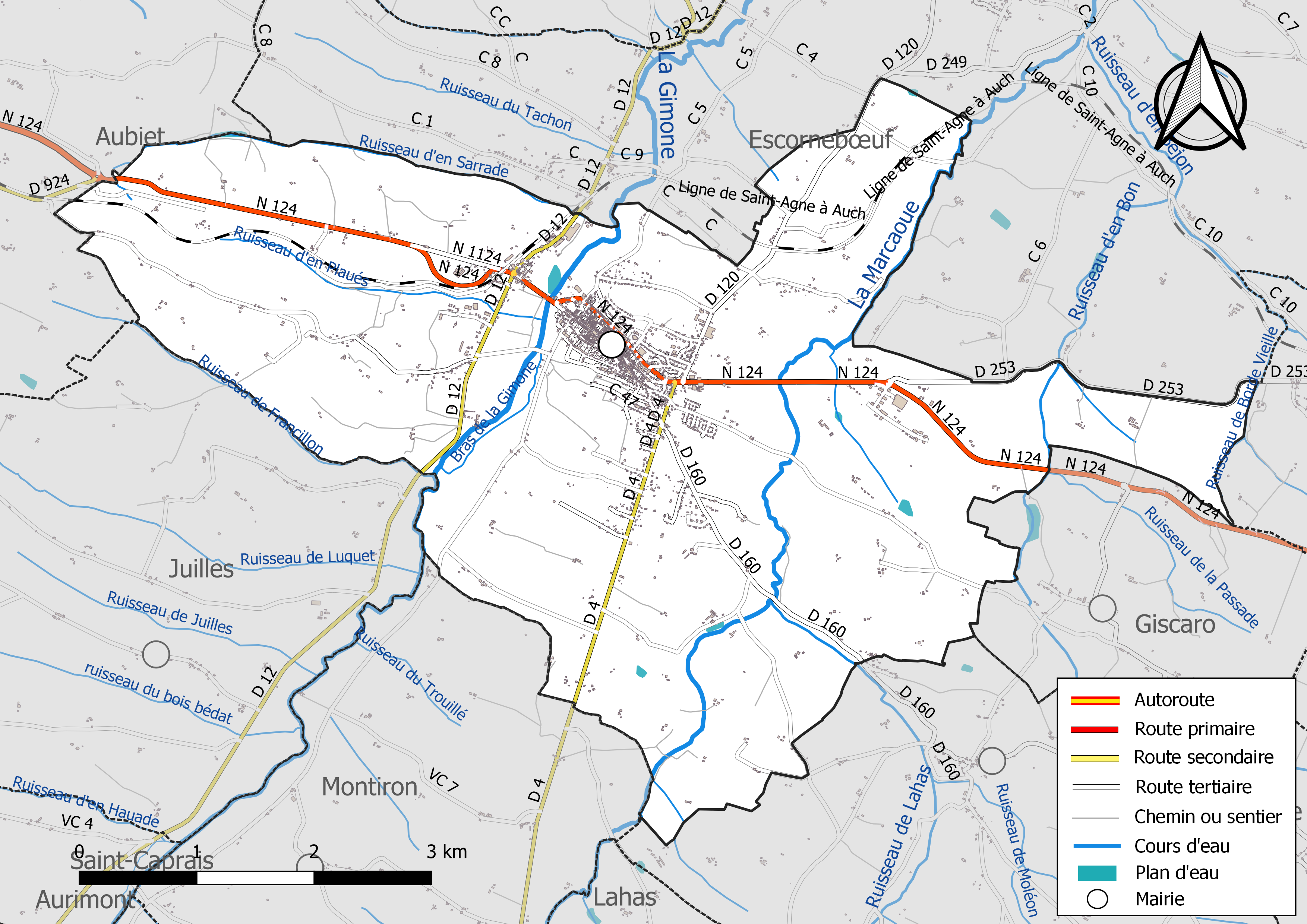
Réseaux hydrographique et routier de Gimont.

### Climat
Pour des articles plus généraux, voir Climat de l'Occitanie et Climat du Gers.
En 2010, le climat de la commune est de type climat du Bassin du Sud-Ouest, selon une étude s'appuyant sur une série de données couvrant la période 1971-2000. En 2020, Météo-France publie une typologie des climats de la France métropolitaine dans laquelle la commune est exposée à un climat océanique altéré et est dans la région climatique Aquitaine, Gascogne, caractérisée par une pluviométrie abondante au printemps, modérée en automne, un faible ensoleillement au printemps, un été chaud (19,5 °C), des vents faibles, des brouillards fréquents en automne et en hiver et des orages fréquents en été (15 à 20 jours).
Pour la période 1971-2000, la température annuelle moyenne est de 13 °C, avec une amplitude thermique annuelle de 16,1 °C. Le cumul annuel moyen de précipitations est de 716 mm, avec 9,6 jours de précipitations en janvier et 5,8 jours en juillet. Pour la période 1991-2020, la température moyenne annuelle observée sur la station météorologique la plus proche, située sur la commune de Lahas à 8 km à vol d'oiseau, est de 13,9 °C et le cumul annuel moyen de précipitations est de 633,5 mm,. Pour l'avenir, les paramètres climatiques de la commune estimés pour 2050 selon différents scénarios d'émission de gaz à effet de serre sont consultables sur un site dédié publié par Météo-France en novembre 2022.

### Milieux naturels et biodiversité
L’inventaire des zones naturelles d'intérêt écologique, faunistique et floristique (ZNIEFF) a pour objectif de réaliser une couverture des zones les plus intéressantes sur le plan écologique, essentiellement dans la perspective d’améliorer la connaissance du patrimoine naturel national et de fournir aux différents décideurs un outil d’aide à la prise en compte de l’environnement dans l’aménagement du territoire.
Deux ZNIEFF de type 1 sont recensées sur la commune :
les « prairies inondables de Gimont » (100 ha), couvrant 3 communes du département, et 
les « prairies inondables de la Marcaoue à En Saguens » (20 ha), couvrant 2 communes du département
et une ZNIEFF de type 2, : 
le « cours de la Gimone et de la Marcaoue » (3 085 ha), couvrant 60 communes dont cinq dans la Haute-Garonne, 37 dans le Gers, une dans les Hautes-Pyrénées et 17 dans le Tarn-et-Garonne.

Carte des ZNIEFF de type 1 et 2 à Gimont.
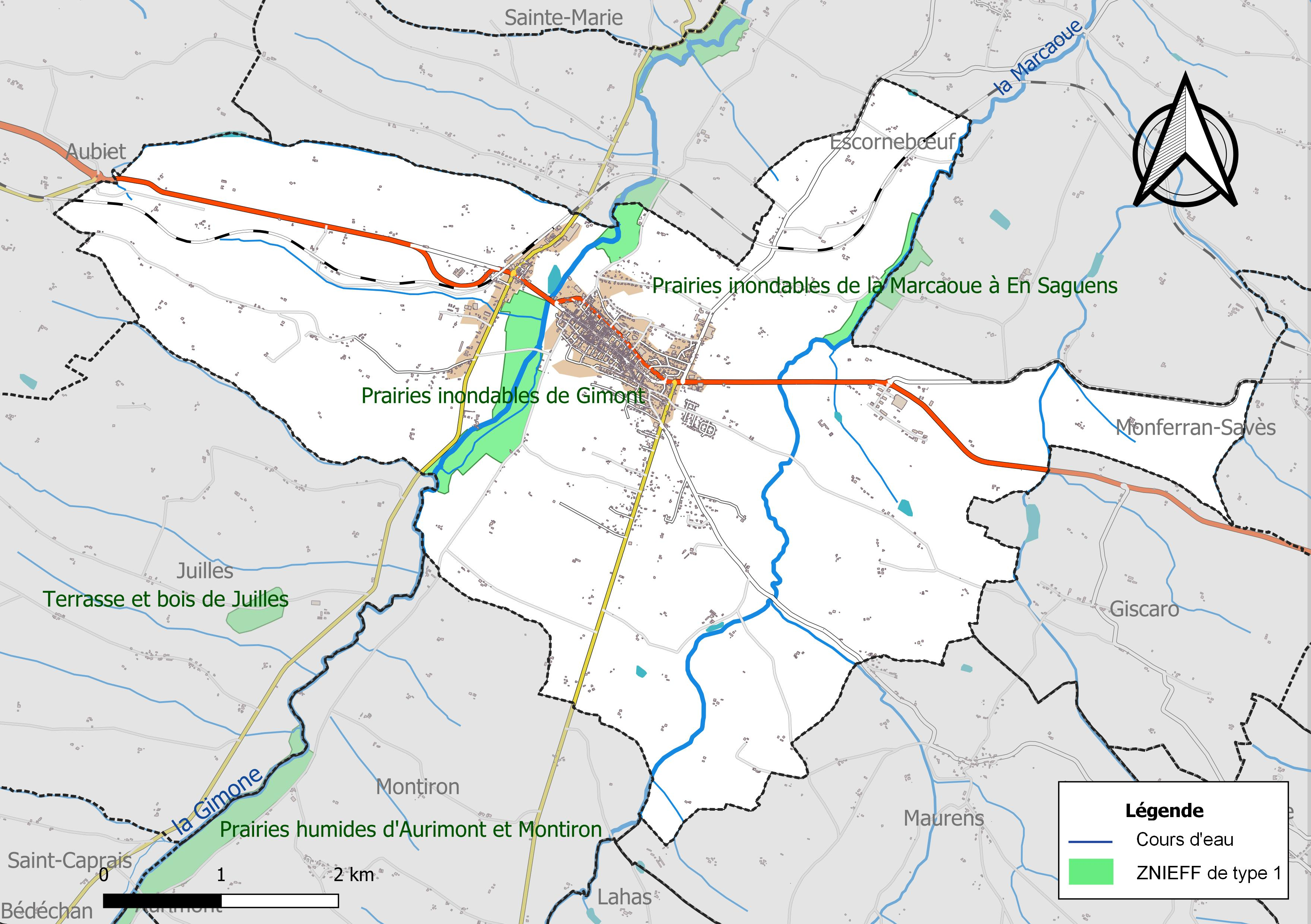
Carte des ZNIEFF de type 1 sur la commune.
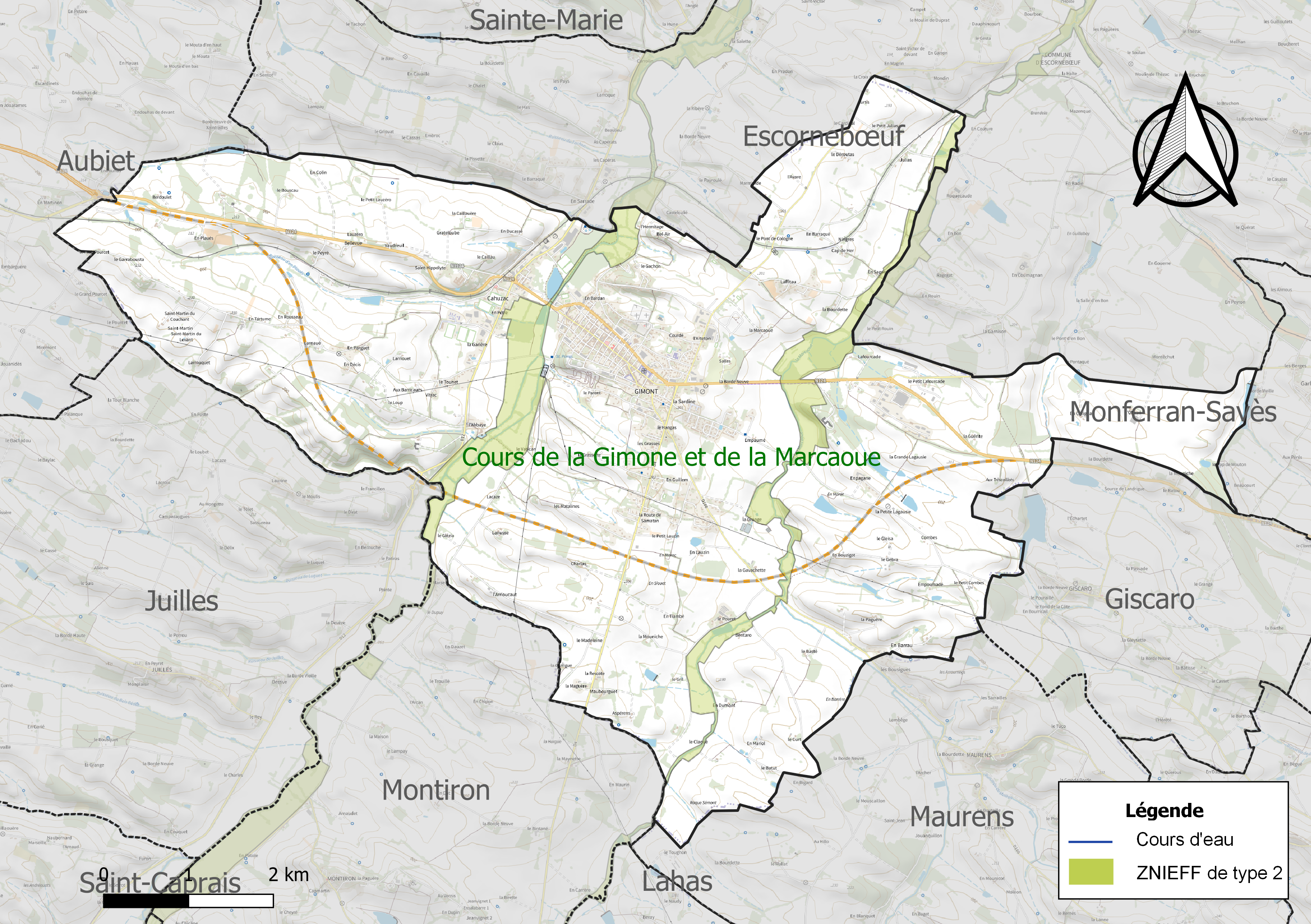
Carte de la ZNIEFF de type 2 sur la commune.

## Urbanisme

### Typologie
Au 1er janvier 2024, Gimont est catégorisée bourg rural, selon la nouvelle grille communale de densité à sept niveaux définie par l'Insee en 2022.
Elle appartient à l'unité urbaine de Gimont, une unité urbaine monocommunale constituant une ville isolée,. Par ailleurs la commune fait partie de l'aire d'attraction de Toulouse, dont elle est une commune de la couronne,. Cette aire, qui regroupe 527 communes, est catégorisée dans les aires de 700 000 habitants ou plus (hors Paris),.

### Occupation des sols
L'occupation des sols de la commune, telle qu'elle ressort de la base de données européenne d’occupation biophysique des sols Corine Land Cover (CLC), est marquée par l'importance des territoires agricoles (91,7 % en 2018), en diminution par rapport à 1990 (95,7 %). La répartition détaillée en 2018 est la suivante : 
terres arables (77,6 %), zones agricoles hétérogènes (9,3 %), zones urbanisées (6,8 %), prairies (4,8 %), mines, décharges et chantiers (1,2 %), forêts (0,3 %). L'évolution de l’occupation des sols de la commune et de ses infrastructures peut être observée sur les différentes représentations cartographiques du territoire : la carte de Cassini (XVIIIe siècle), la carte d'état-major (1820-1866) et les cartes ou photos aériennes de l'IGN pour la période actuelle (1950 à aujourd'hui).

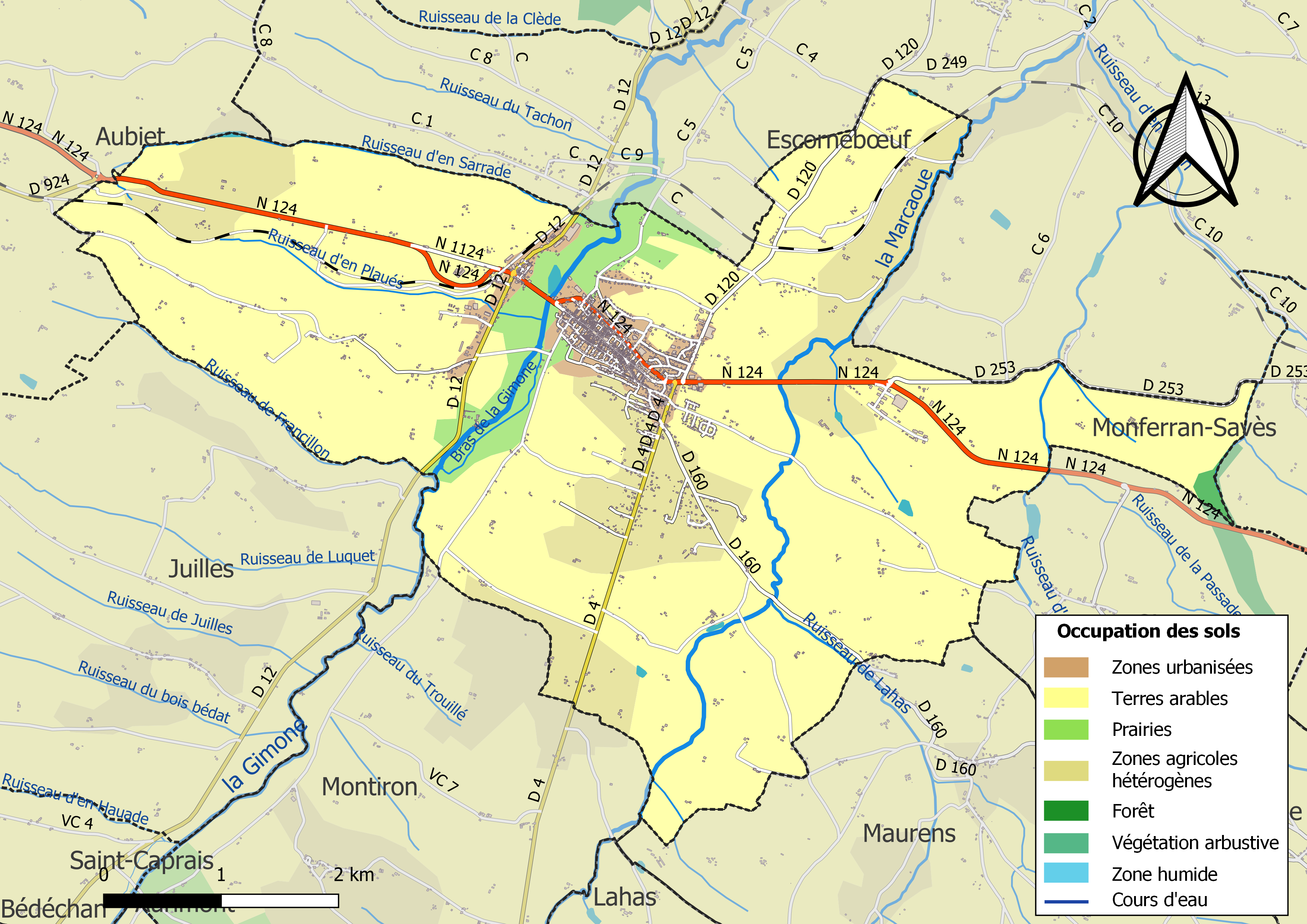
Carte des infrastructures et de l'occupation des sols de la commune en 2018 (CLC).

### Voies de communication et transports
Accès par la route nationale 124, itinéraire à grand gabarit et par la ligne SNCF Toulouse - Auch en gare de Gimont-Cahuzac.
Un contournement a été mis en service en février 2022 afin d’éviter le centre-ville. Il fait partie du projet de la mise à 2 fois 2 voies de l'axe Toulouse Auch.

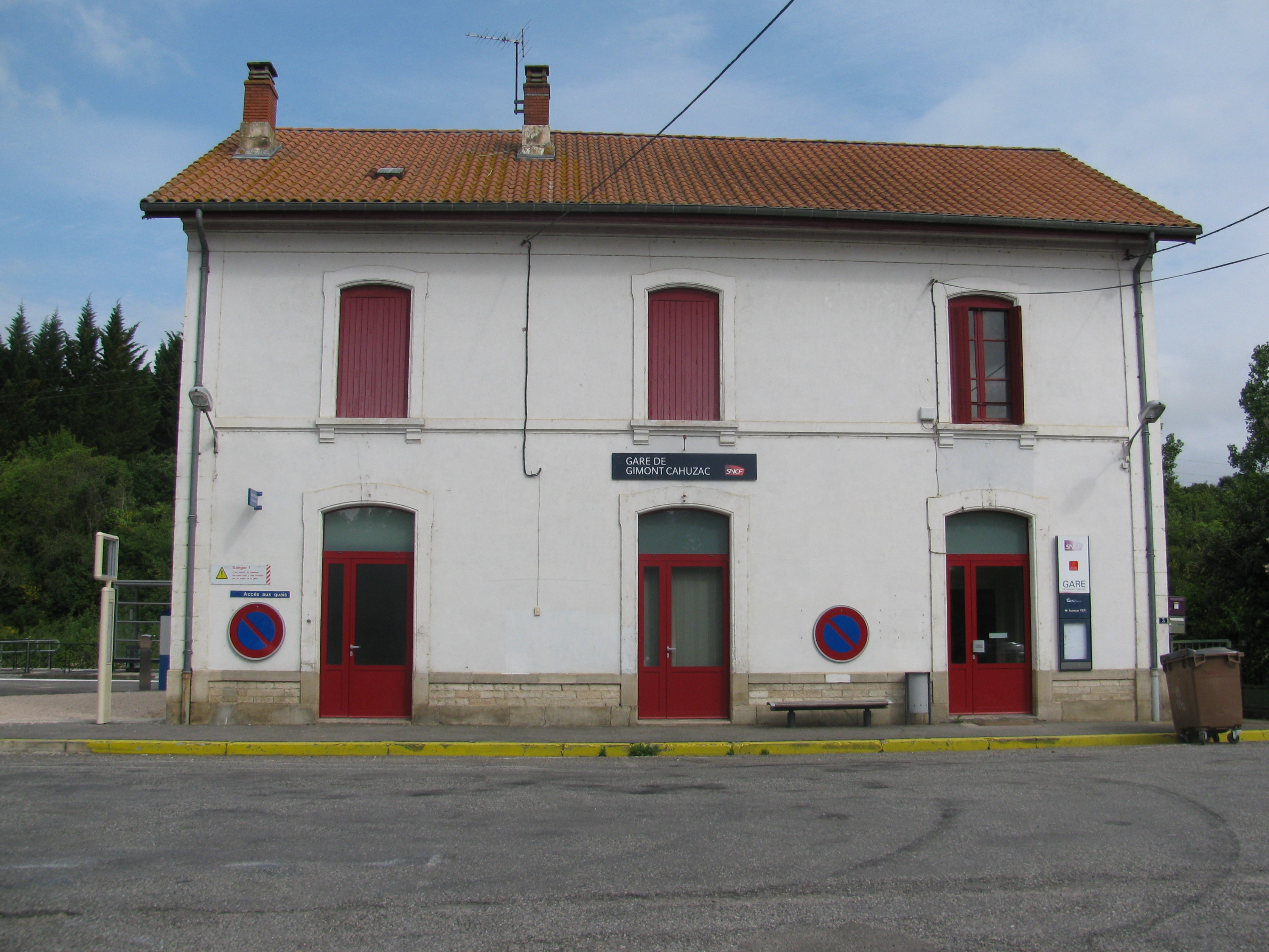
La gare de Gimont Cahuzac.
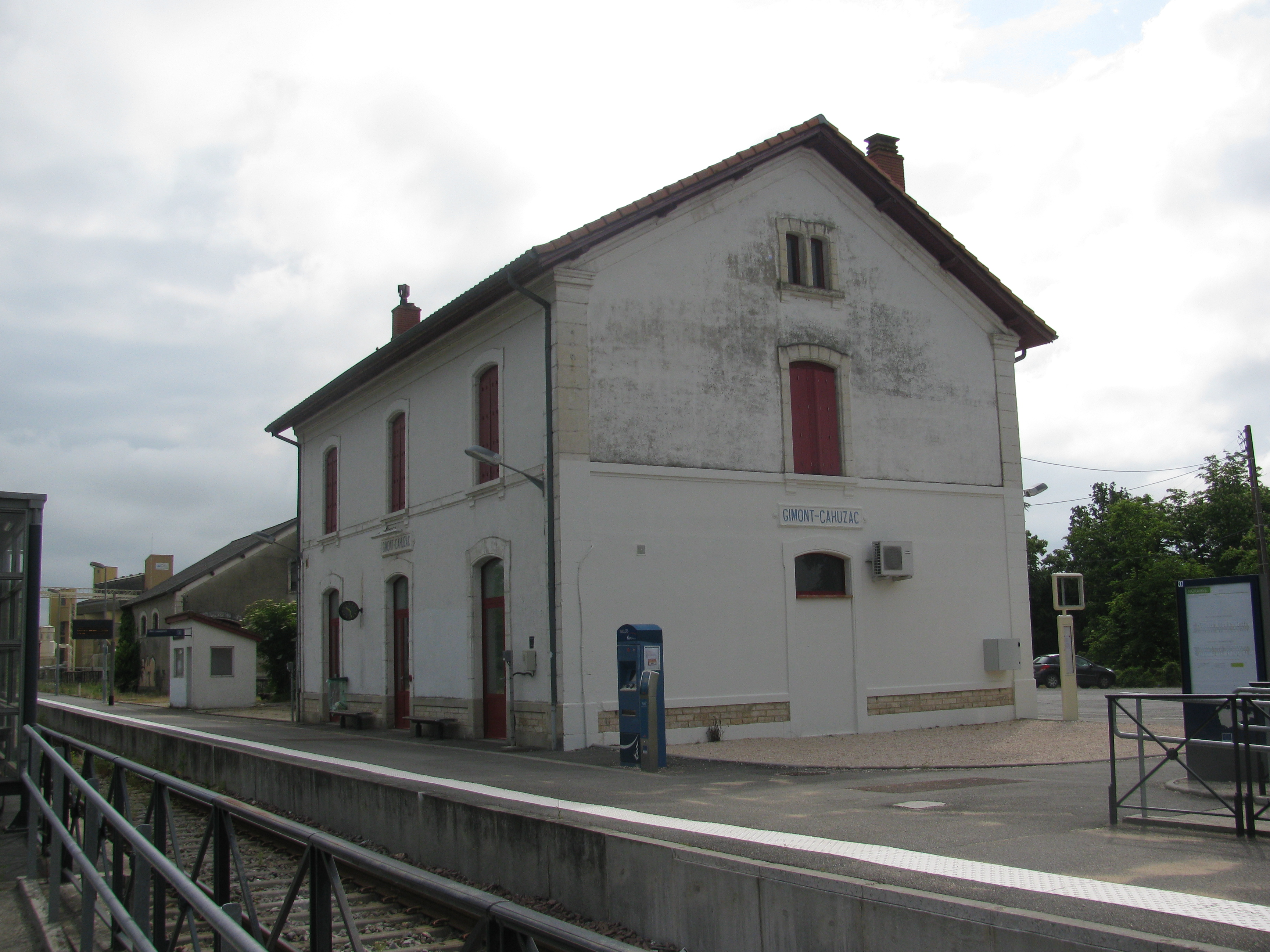
Autre vue de la gare.
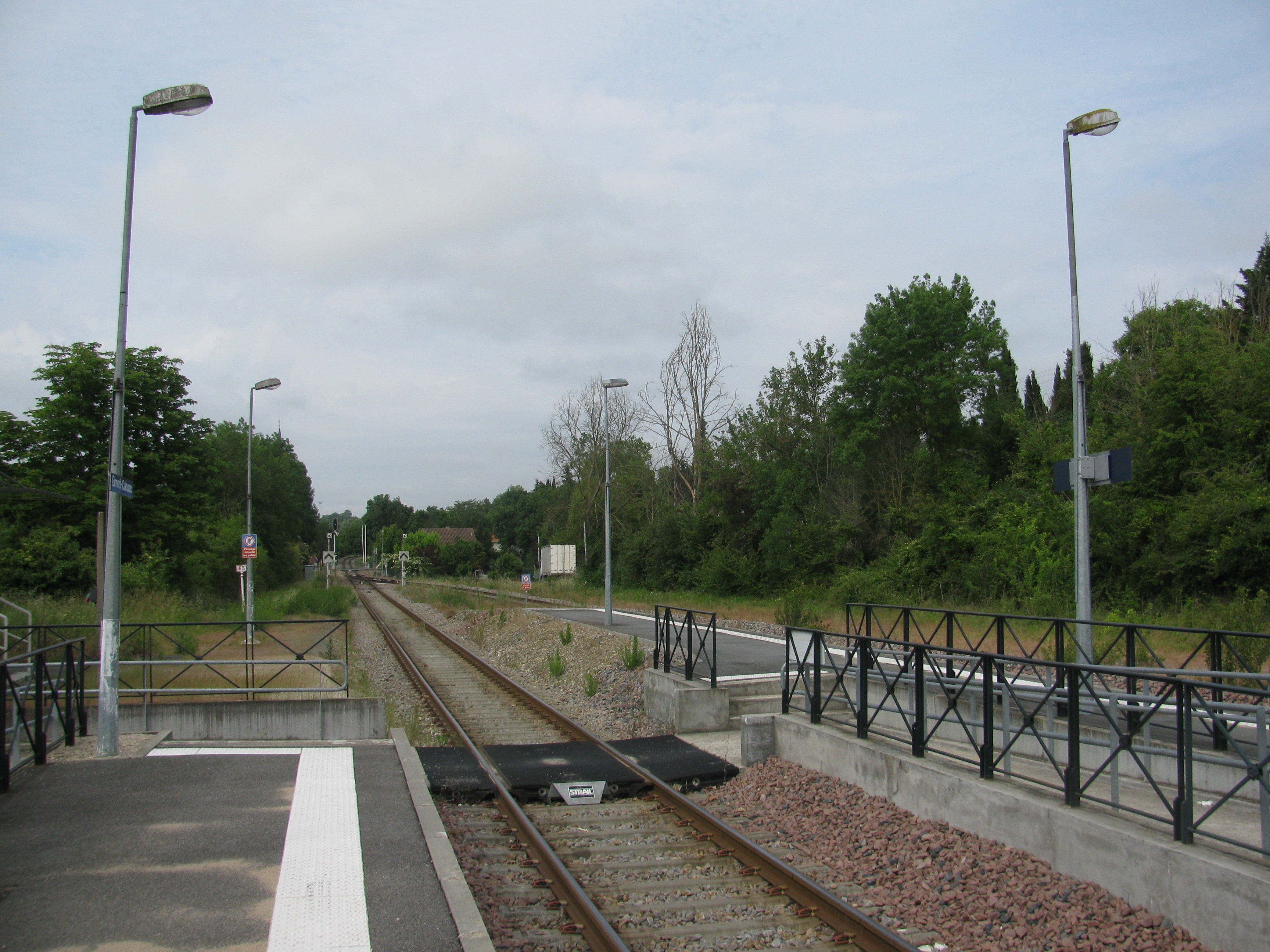
La ligne SNCF.
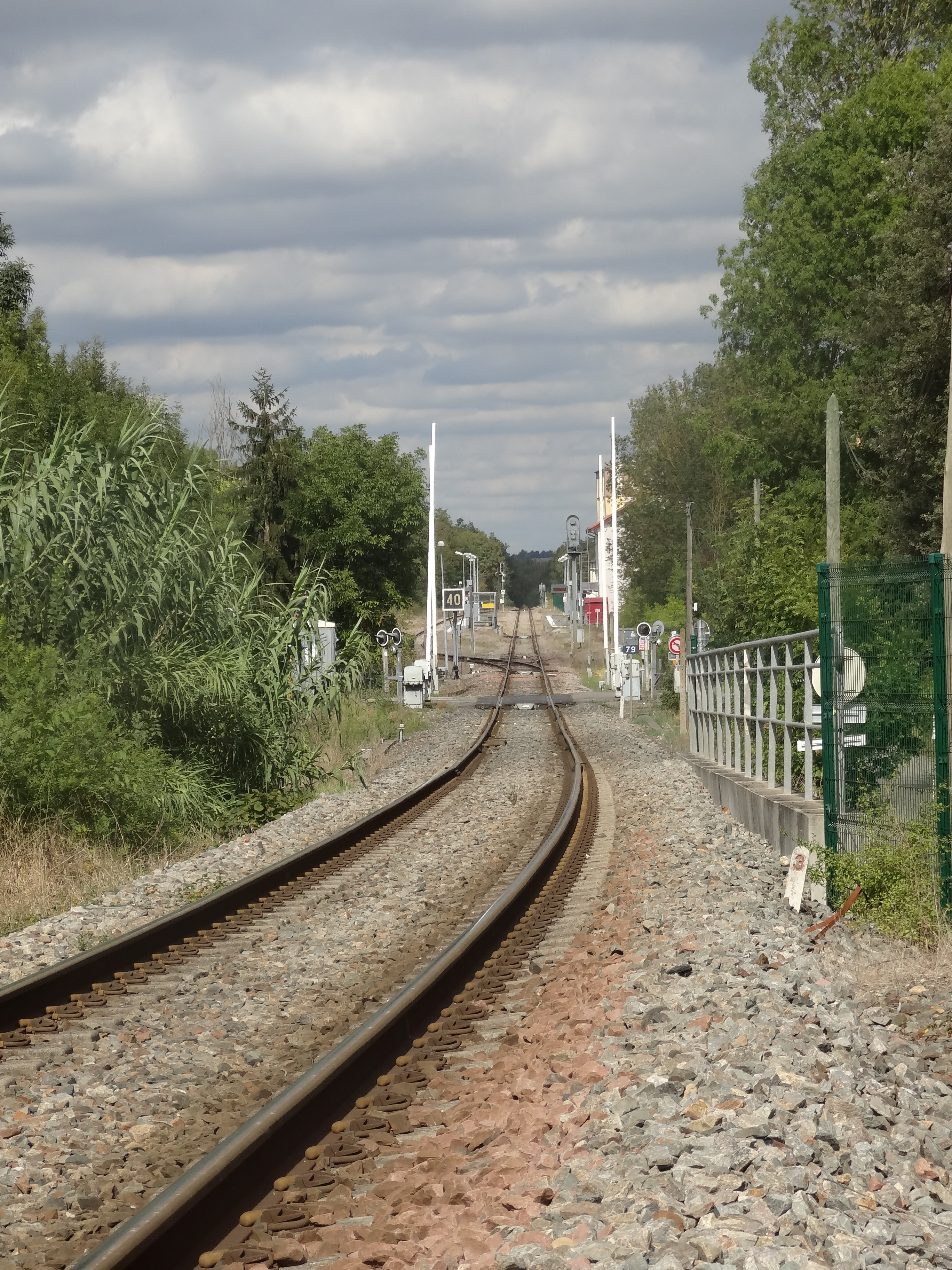
Le passage à niveau.

### Risques majeurs
Le territoire de la commune de Gimont est vulnérable à différents aléas naturels : météorologiques (tempête, orage, neige, grand froid, canicule ou sécheresse), inondations et séisme (sismicité très faible). Il est également exposé à deux risques technologiques, le transport de matières dangereuses et la rupture d'un barrage. Un site publié par le BRGM permet d'évaluer simplement et rapidement les risques d'un bien localisé soit par son adresse soit par le numéro de sa parcelle.

#### Risques naturels
Certaines parties du territoire communal sont susceptibles d’être affectées par le risque d’inondation par débordement de cours d'eau, notamment la Gimone et la Marcaoue. La cartographie des zones inondables en ex-Midi-Pyrénées réalisée dans le cadre du XIe Contrat de plan État-région, visant à informer les citoyens et les décideurs sur le risque d’inondation, est accessible sur le site de la DREAL Occitanie. La commune a été reconnue en état de catastrophe naturelle au titre des dommages causés par les inondations et coulées de boue survenues en 1989, 1995, 1999, 2009, 2014 et 2018,.

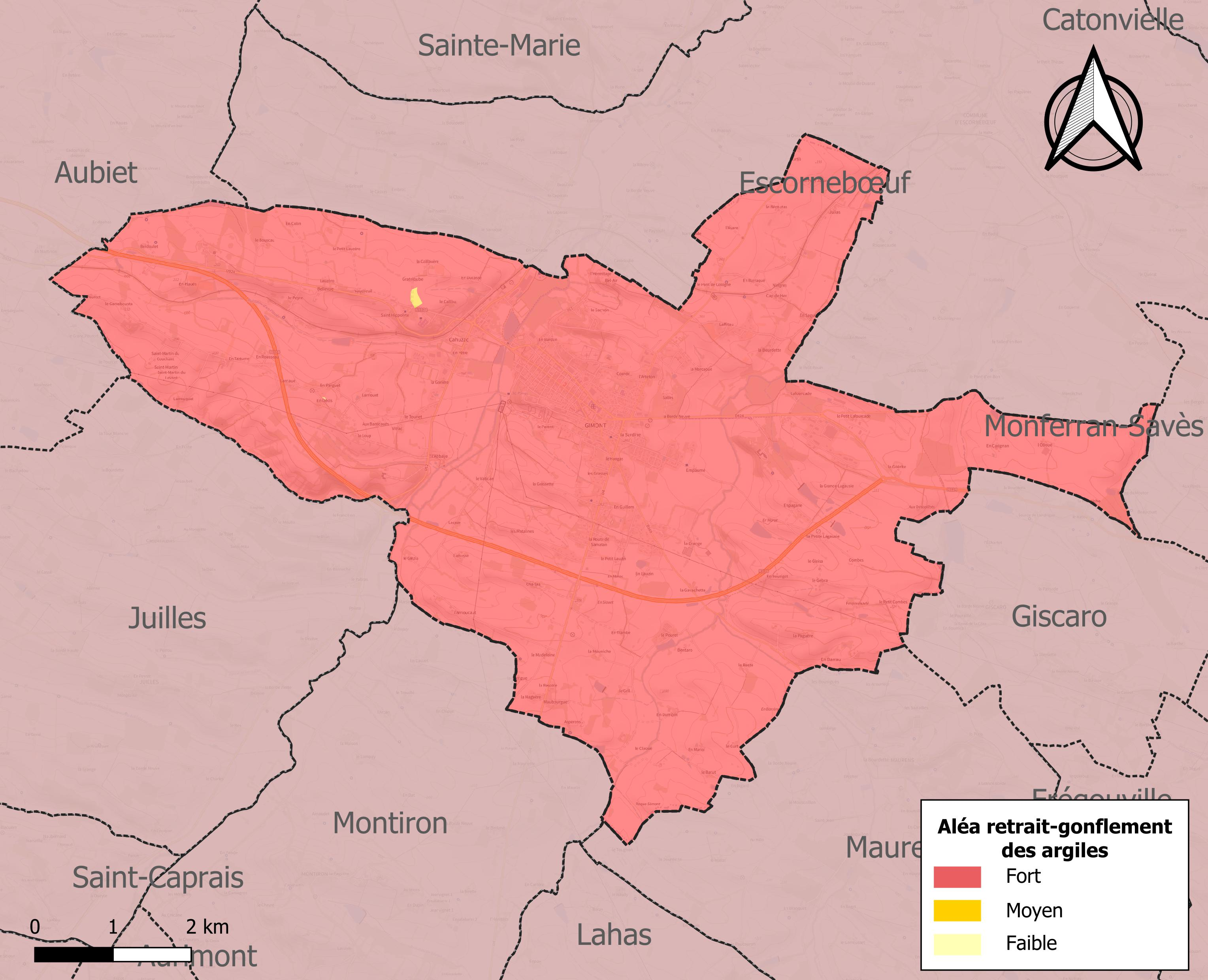
Carte des zones d'aléa retrait-gonflement des sols argileux de Gimont.

Le retrait-gonflement des sols argileux est susceptible d'engendrer des dommages importants aux bâtiments en cas d’alternance de périodes de sécheresse et de pluie. La totalité de la commune est en aléa moyen ou fort (94,5 % au niveau départemental et 48,5 % au niveau national). Sur les 1 289 bâtiments dénombrés sur la commune en 2019, 1 289 sont en aléa moyen ou fort, soit 100 %, à comparer aux 93 % au niveau départemental et 54 % au niveau national. Une cartographie de l'exposition du territoire national au retrait gonflement des sols argileux est disponible sur le site du BRGM,.
Par ailleurs, afin de mieux appréhender le risque d’affaissement de terrain, l'inventaire national des cavités souterraines permet de localiser celles situées sur la commune.
Concernant les mouvements de terrains, la commune a été reconnue en état de catastrophe naturelle au titre des dommages causés par la sécheresse en 1989, 1991, 1993, 1998, 2003, 2011, 2015, 2017 et 2019 et par des mouvements de terrain en 1999.

#### Risques technologiques
Le risque de transport de matières dangereuses sur la commune est lié à sa traversée par des infrastructures routières ou ferroviaires importantes ou la présence d'une canalisation de transport d'hydrocarbures. Un accident se produisant sur de telles infrastructures est en effet susceptible d’avoir des effets graves au bâti ou aux personnes jusqu’à 350 m, selon la nature du matériau transporté. Des dispositions d’urbanisme peuvent être préconisées en conséquence.
La commune est en outre située en aval du barrage de la Gimone, un ouvrage de classe A disposant d'une retenue de 25 millions de mètres cubes. La fiche réflexe du PPI définit le temps d'arrivée de l'onde et la zone d'accueil selon la position des habitants concernés par rapport à la Gimone (rive droite ou gauche),,. À ce titre elle est susceptible d’être touchée par l’onde de submersion consécutive à la rupture de cet ouvrage,

## Toponymie
Gimond : Ginmund: anthroponyme d'origine germanique, puis nom de la localité - Gin < V.a. : ginan < V.h.a. : ginen = donner. - Mund< V.a. : mund < V.h.a. : munt = protection. Gimone: Gimmonda < Gimmonna < Gimona. ND < N: assimilation consonantique du gascon.

## Histoire

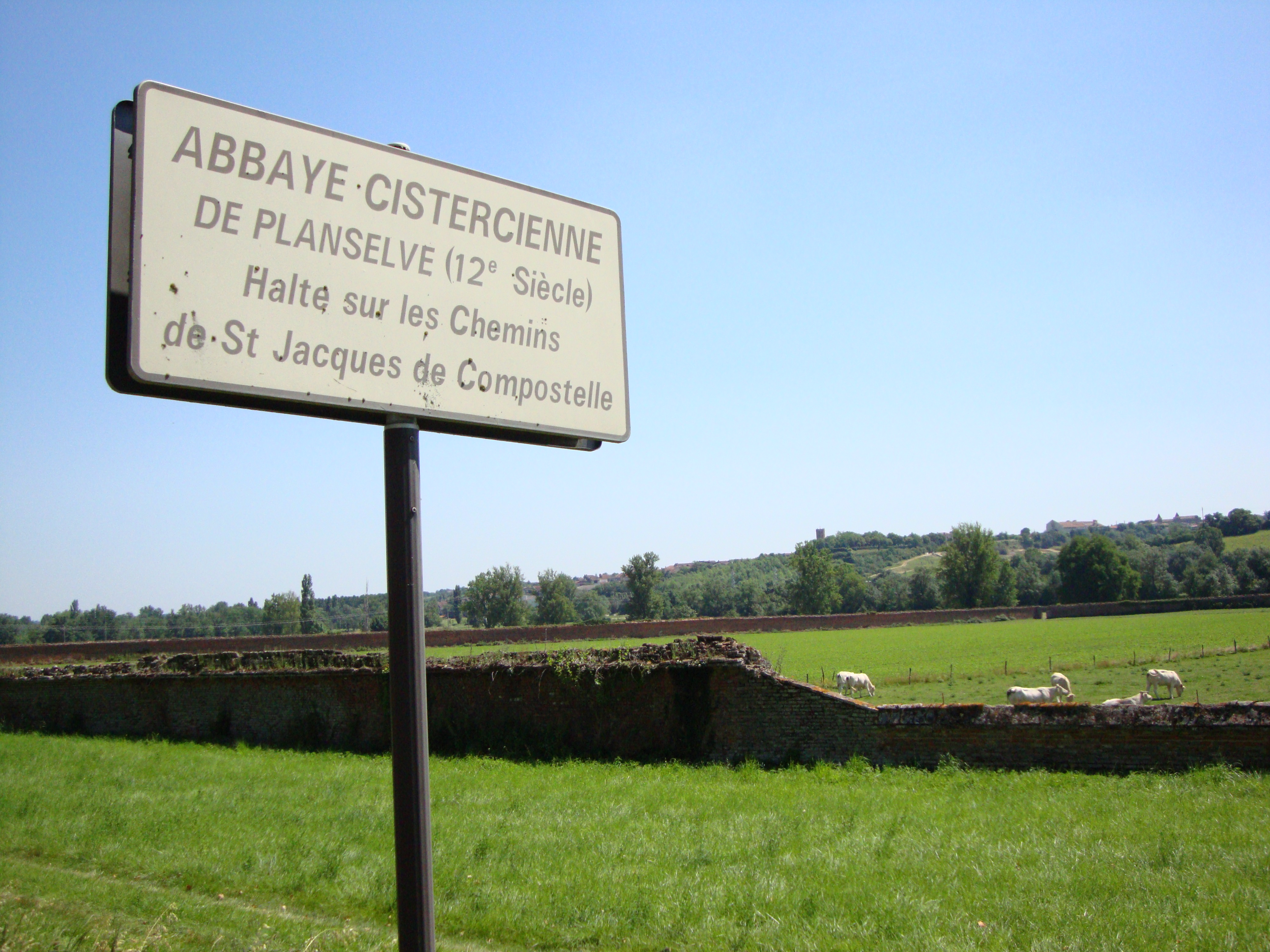
Panneau à proximité de l'abbaye.

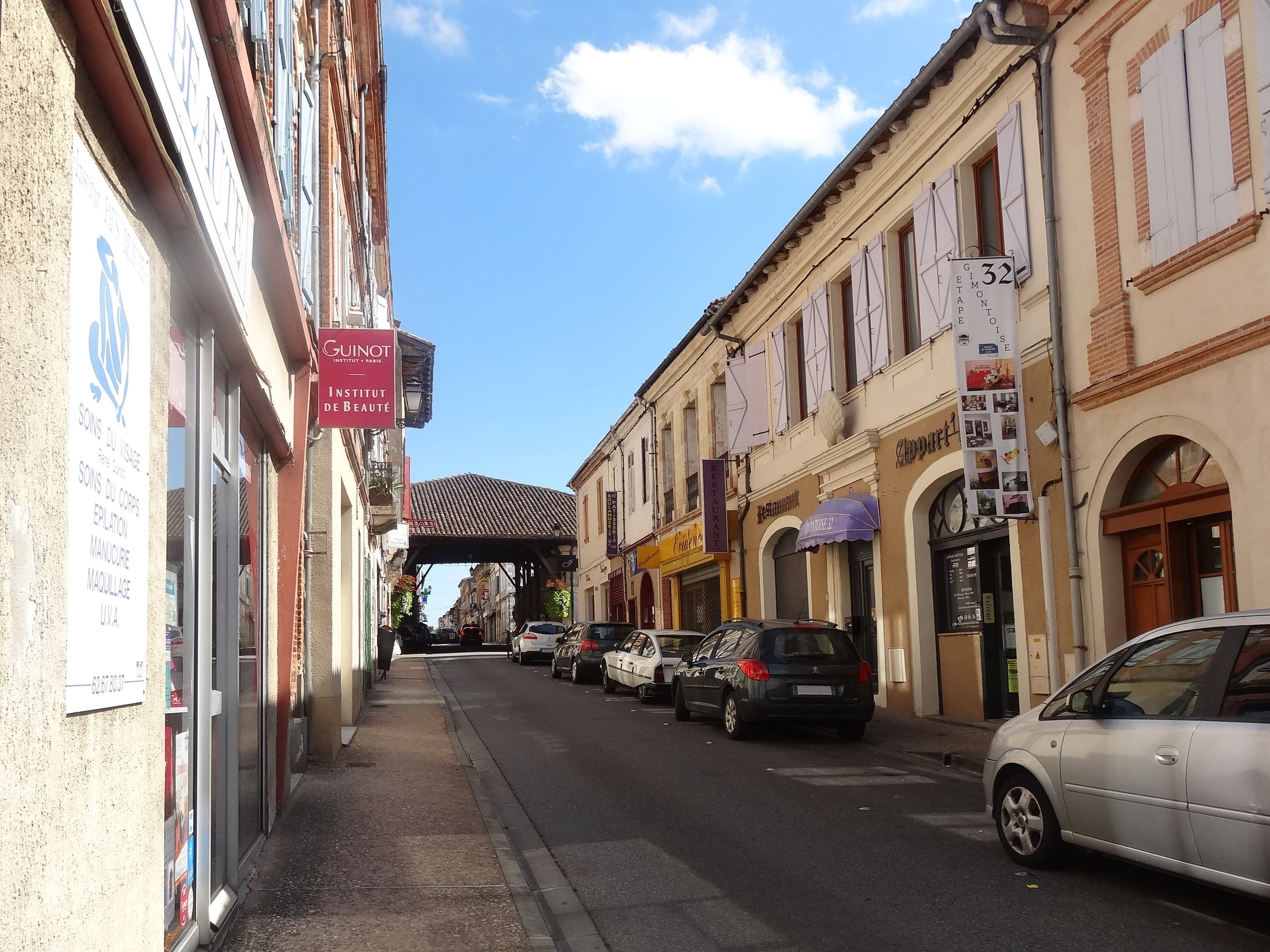
Gimont a le plan type d'une bastide.

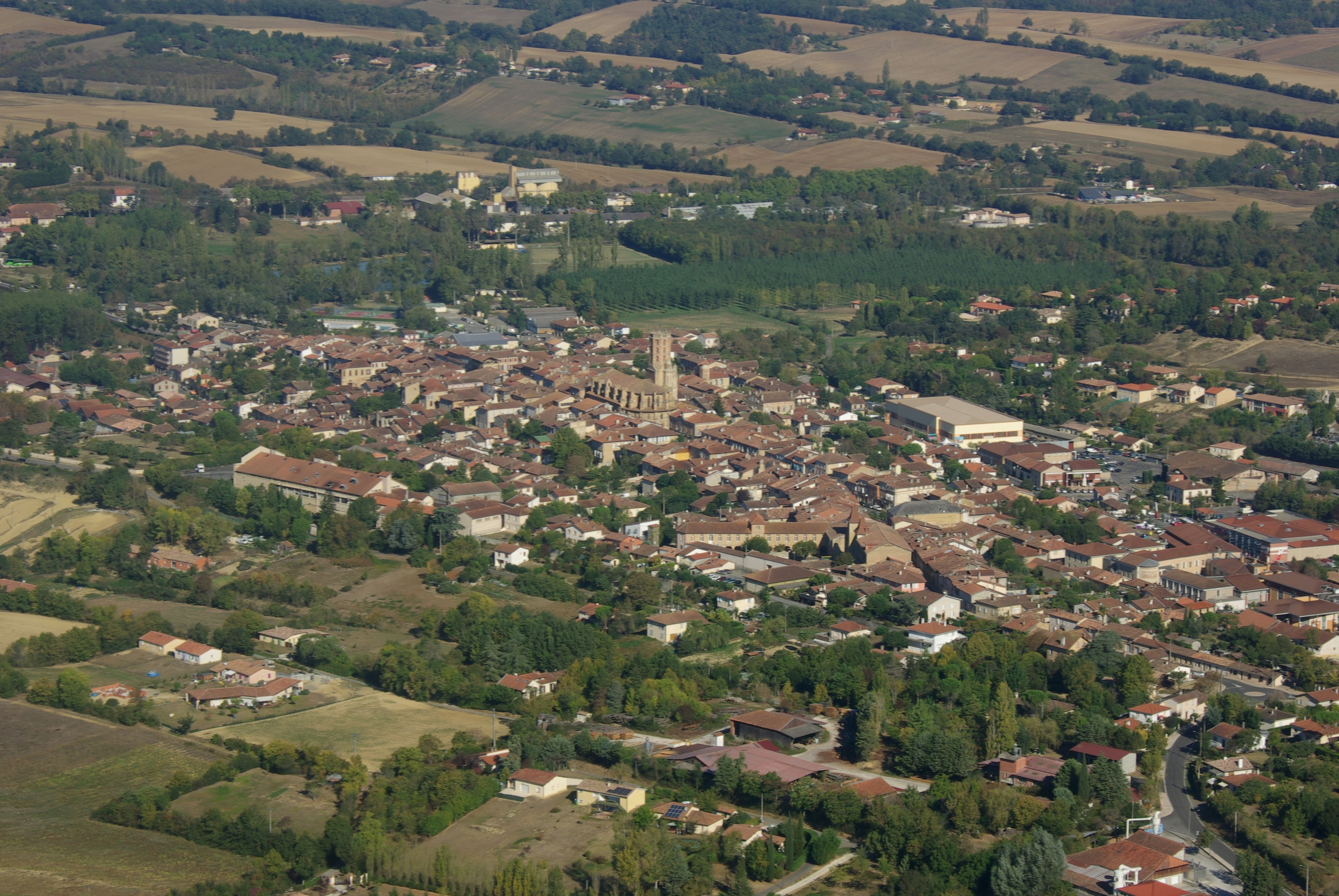
Vue aérienne de Gimont en 2011.

Le 5 avril 1142, noble Géraud de Brouilh, sa femme et ses enfants, firent don à Albert, abbé de Berdoues, des terres dans la forêt appelée Planasilva pour y fonder une abbaye cistercienne, l'abbaye de Planselve. De cette abbaye cistercienne ne restent que quelques maigres vestiges en bordure de rivière, sur la rive gauche (par la D 12 en direction de Saramon, à 3 km de Gimont).
Un acte de paréage est passé le 25 janvier 1265 entre l'abbé de Planselve et le sénéchal d'Alphonse de Poitiers, frère de Saint Louis. L'emplacement choisi était sur la paroisse de Saint-Justin, au diocèse de Toulouse, près de l'abbaye. Les frais de la construction de la nouvelle ville, d'abord appelée Francheville, ont été supportés par le comte et la comtesse de Toulouse. L'abbé et le monastère se réservèrent les églises qui seraient construites sur le territoire de la ville.
En 1274, Gimont reçut une charte de coutumes, confirmée en 1280. Le destin de la bastide est encore incertain puisque le contrat prévoyait la restitution des terres à l'abbaye en cas de non peuplement. Cette mesure prouve le caractère aléatoire de ces fondations d'agglomérations nouvelles au XIIIe siècle.
Le 31 décembre 1292, un accord est passé entre les consuls de la ville et le syndic de l'abbaye précisant : le syndic réserve pour les ouvriers de l'église qui pour le temps seront, le droit de prendre librement arène et terre au lieu appelé Laurs, hors les vallats de la Grande, pour ouvrer ou besogner à l'église ou aux églises de la ville. Trois églises ont été construites dans la ville, Notre-Dame, Saint-Barthélemy appelée aussi Saint-Éloi, et Sainte-Quitterie. Il ne reste plus aujourd'hui que l'église Notre-Dame.
La bastide s'étendit sur une éminence dominant la Gimone. Elle s'accroche à la colline, en raison de l'étroitesse du promontoire (300 m) qui s'étire sur un seul axe de 1 000 m de long tandis que la rue principale fait de l'équilibre sur la crête et passe sous la halle en bois (même cas à Bassoues et à La Bastide-Clairence dans les Pyrénées-Atlantiques).
Gimont se situe sur l'un des quatre chemins de France du pèlerinage de Saint-Jacques-de-Compostelle, la via Tolosane.
Jusqu'à la Révolution, la bastide de Gimont érigée en consulat fut, avec 17 autres paroisses Escornboueou (Escornebœuf), Aurimont, Giscaro, Montiron, Prechac, Maurens, Sainte-Marie, Tirent (sans Pontejac), Saint-André, Laurac, Boulan (Boulaur), Polastron, Mongausy, La Has (Lahas), Andofièle (Endoufielle), Goudourvièle (Goudourvielle), Goujon, Bonrepos, une des nombreuses enclaves de la Jugerie de Rivière-Verdun dans le comté d'Armagnac.
En septembre 1939, Gimont accueillit des réfugiés du village alsacien de Blodelsheim qui fuyaient l'invasion et l'annexion allemandes[réf. souhaitée].

## Politique et administration

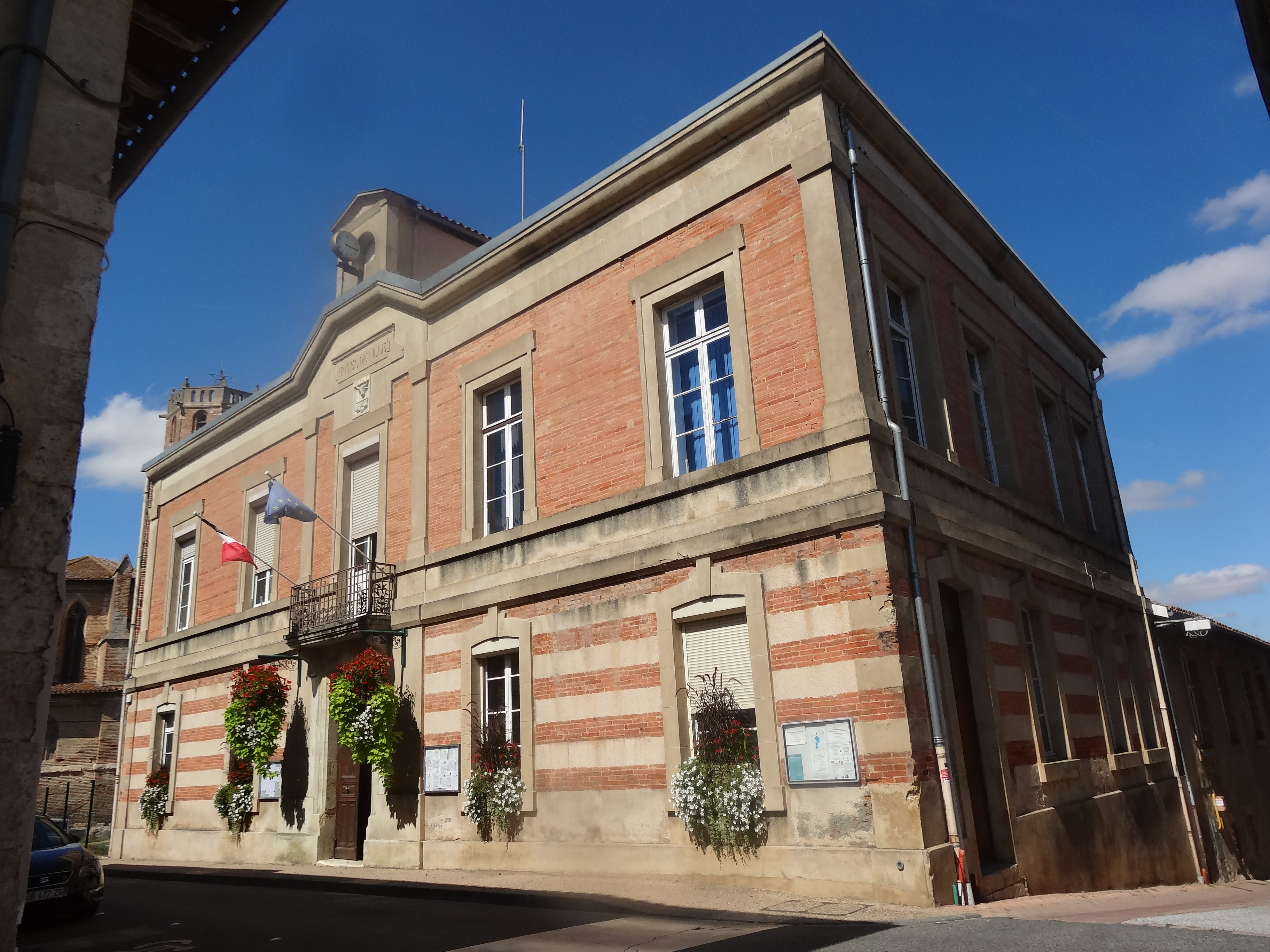
La mairie en 2017.

### Administration municipale
Le nombre d'habitants au recensement de 2011 étant compris entre 2 500 habitants et 3 499 habitants, le nombre de membres du conseil municipal pour l'élection de 2014 est de vingt trois,.

### Rattachements administratifs et électoraux
Commune faisant partie de la communauté de communes des Coteaux Arrats Gimone et du canton de Gimone-Arrats (avant le redécoupage départemental de 2014, Gimont était le chef-lieu de l'ex-canton de Gimont) et avant le 1er janvier 2017 elle faisait partie de la communauté de communes de l'Arrats-Gimone.
Elle fait aussi partie du Pays Portes de Gascogne.

### Liste des maires
| Période                                  | Période      | Identité            | Étiquette    | Qualité |
| ---------------------------------------- | ------------ | ------------------- | ------------ | --- |
| Les données manquantes sont à compléter. |              |                     |              | |
| 1840                                     | 1873 (décès) | Léon Serain         | Bonapartiste | Conseiller général de Gimont (1852 → 1867 et 1871 → 1873)                                                               |
| Les données manquantes sont à compléter. |              |                     |              | |
| 1878                                     | 1899         | Arnaud Pérès        | Républicain  | Ancien avocat, notaire Conseiller général de Gimont (1892 → 1898)                                                       |
| 1899                                     | 1910         | Louis de Sevin      | Républicain  | Conseiller général de Gimont (1904 → 1910)                                                                              |
| Les données manquantes sont à compléter. |              |                     |              | |
| 1912                                     | 1919         | Félix Bajon         |              | |
| 1919                                     | 1925         | Léopold Ninous      | Droite       | Suppléant du juge de paix Conseiller général de Gimont (1919 → 1922)                                                    |
| 1925                                     | 1929         | Adolphe Gresse      |              | Ancien ingénieur des Ponts et Chaussées                                                                                 |
| 1929                                     | 1945         | Gabriel Bassat      | Rad.         | Conseiller général de Gimont (1919 → 1940)                                                                              |
| 1945                                     | 1971         | Léon Abadie         | CDP          | Conseiller général de Gimont (1970 → 1976)                                                                              |
| 1971                                     | 1989         | Gabriel Dubarry     |              | Chef d'entreprise |
| 1989                                     | 2001         | Jean-Joseph Coutens |              | Médecin |
| 2001                                     | 2020         | Pierre Duffaut      | MoDem        | Retraité Président de la CC de l'Arrats-Gimone (2008 → 2014) Président de la CC des Coteaux Arrats Gimone (2014 → 2020) |
| 2020                                     | En cours     | Franck Villeneuve   | SE           | Architecte 1er vice-président de la CC des Coteaux Arrats Gimone (2020 → )                                              |

## Population et société

### Démographie
L'évolution du nombre d'habitants est connue à travers les recensements de la population effectués dans la commune depuis 1793. Pour les communes de moins de 10 000 habitants, une enquête de recensement portant sur toute la population est réalisée tous les cinq ans, les populations de référence des années intermédiaires étant quant à elles estimées par interpolation ou extrapolation. Pour la commune, le premier recensement exhaustif entrant dans le cadre du nouveau dispositif a été réalisé en 2005.

En 2022, la commune comptait 3 110 habitants, en évolution de +4,05 % par rapport à 2016 (Gers : +1,04 %, France hors Mayotte : +2,11 %).
| 1793  | 1800  | 1806  | 1821  | 1831  | 1841  | 1846  | 1851  | 1856  |
| ----- | ----- | ----- | ----- | ----- | ----- | ----- | ----- | ----- |
| 2 313 | 2 590 | 2 732 | 2 703 | 2 952 | 2 816 | 2 903 | 3 053 | 2 868 |

| 1861  | 1866  | 1872  | 1876  | 1881  | 1886  | 1891  | 1896  | 1901  |
| ----- | ----- | ----- | ----- | ----- | ----- | ----- | ----- | ----- |
| 3 073 | 3 102 | 3 016 | 2 932 | 2 998 | 2 944 | 2 837 | 2 837 | 2 734 |

| 1906  | 1911  | 1921  | 1926  | 1931  | 1936  | 1946  | 1954  | 1962  |
| ----- | ----- | ----- | ----- | ----- | ----- | ----- | ----- | ----- |
| 2 589 | 2 690 | 2 522 | 2 250 | 2 218 | 2 315 | 2 434 | 2 334 | 2 506 |

| 1968  | 1975  | 1982  | 1990  | 1999  | 2005  | 2006  | 2010  | 2015  |
| ----- | ----- | ----- | ----- | ----- | ----- | ----- | ----- | ----- |
| 2 878 | 2 867 | 2 950 | 2 819 | 2 734 | 2 825 | 2 834 | 2 815 | 2 973 |

| 2020  | 2022  | - | - | - | - | - | - | - |
| ----- | ----- | - | - | - | - | - | - | - |
| 3 008 | 3 110 | - | - | - | - | - | - | - |

| selon la population municipale des années : | 1968 | 1975 | 1982 | 1990 | 1999 | 2006 | 2009 | 2013 |
| Rang de la commune dans le département      | 9    | 9    | 9    | 9    | 9    | 9    | 9    | 9    |
| Nombre de communes du département           | 466  | 462  | 462  | 462  | 463  | 463  | 463  | 463  |

### Enseignement

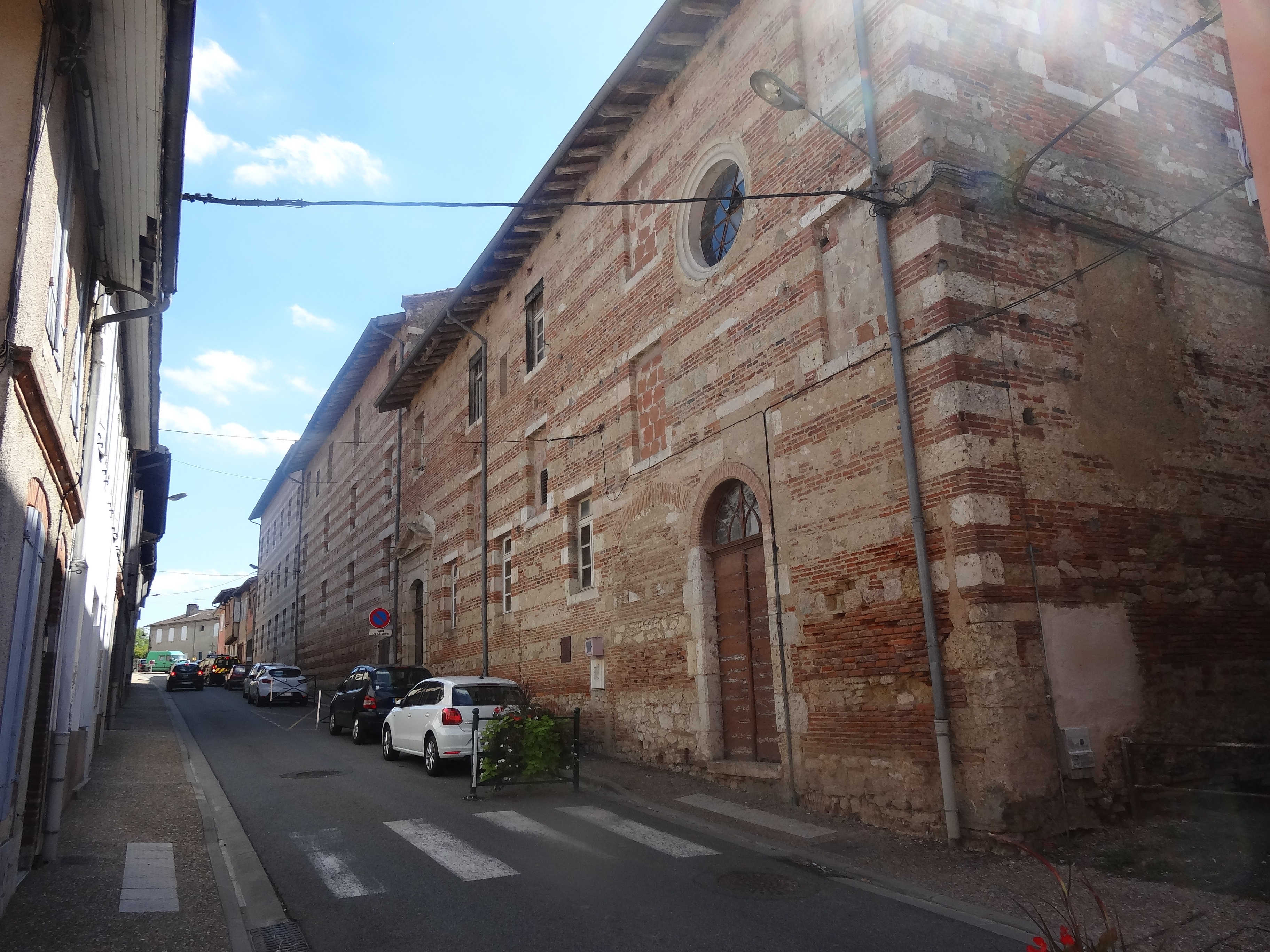
Un des établissements scolaires de la ville.

Gimont fait partie de l'académie de Toulouse.

### Manifestations culturelles et festivités

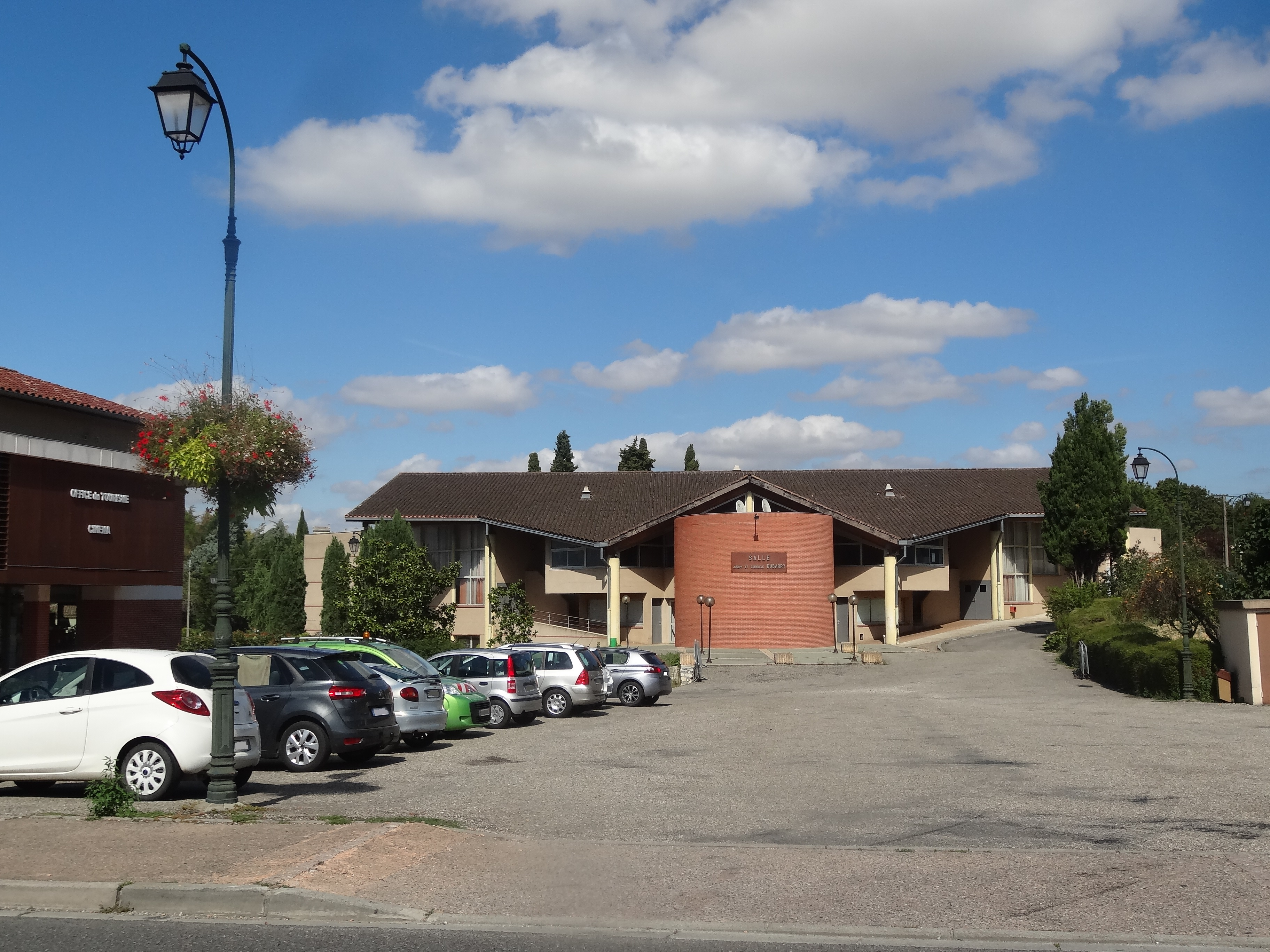
Salle Joseph et Gabrielle Dubarry.
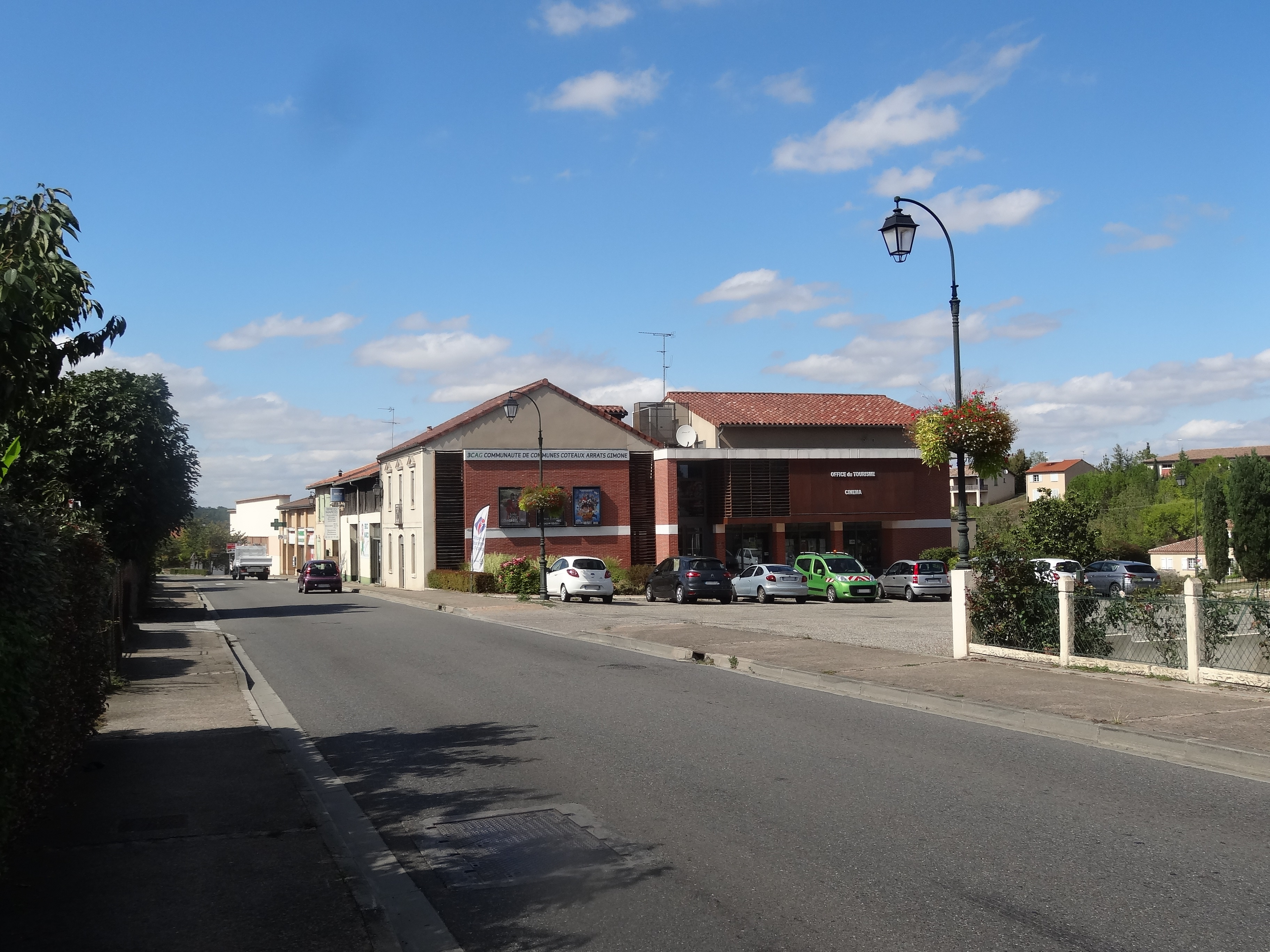
Le cinéma et l’office de tourisme.
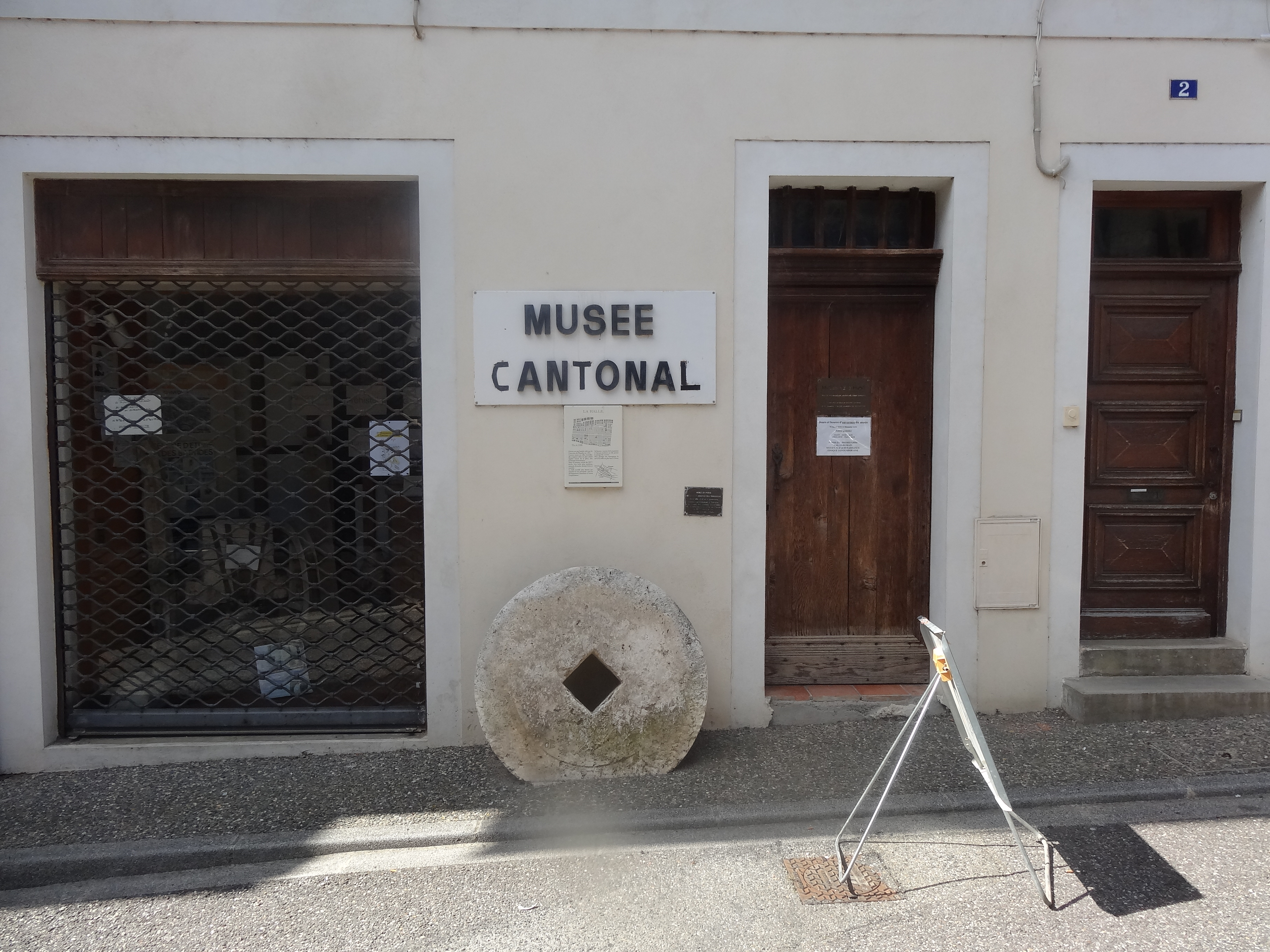
Le musée cantonal exposant une meule en pierre.

Meeting aérien. Bach Festival Gers. Marché au Gras,

### Santé

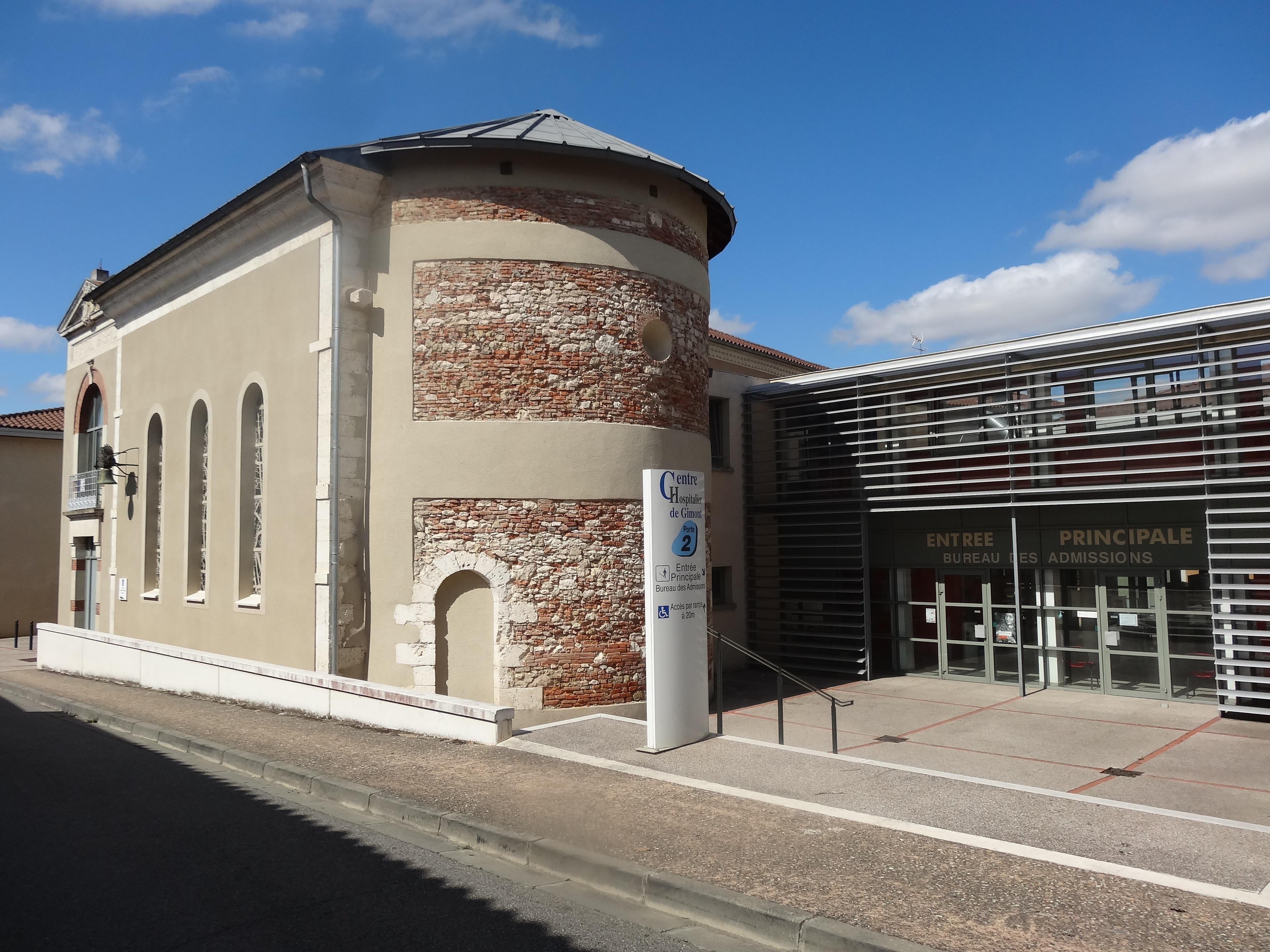
L'hôpital de la ville.

Centre hospitalier de Gimont EHPAD,

### Sports

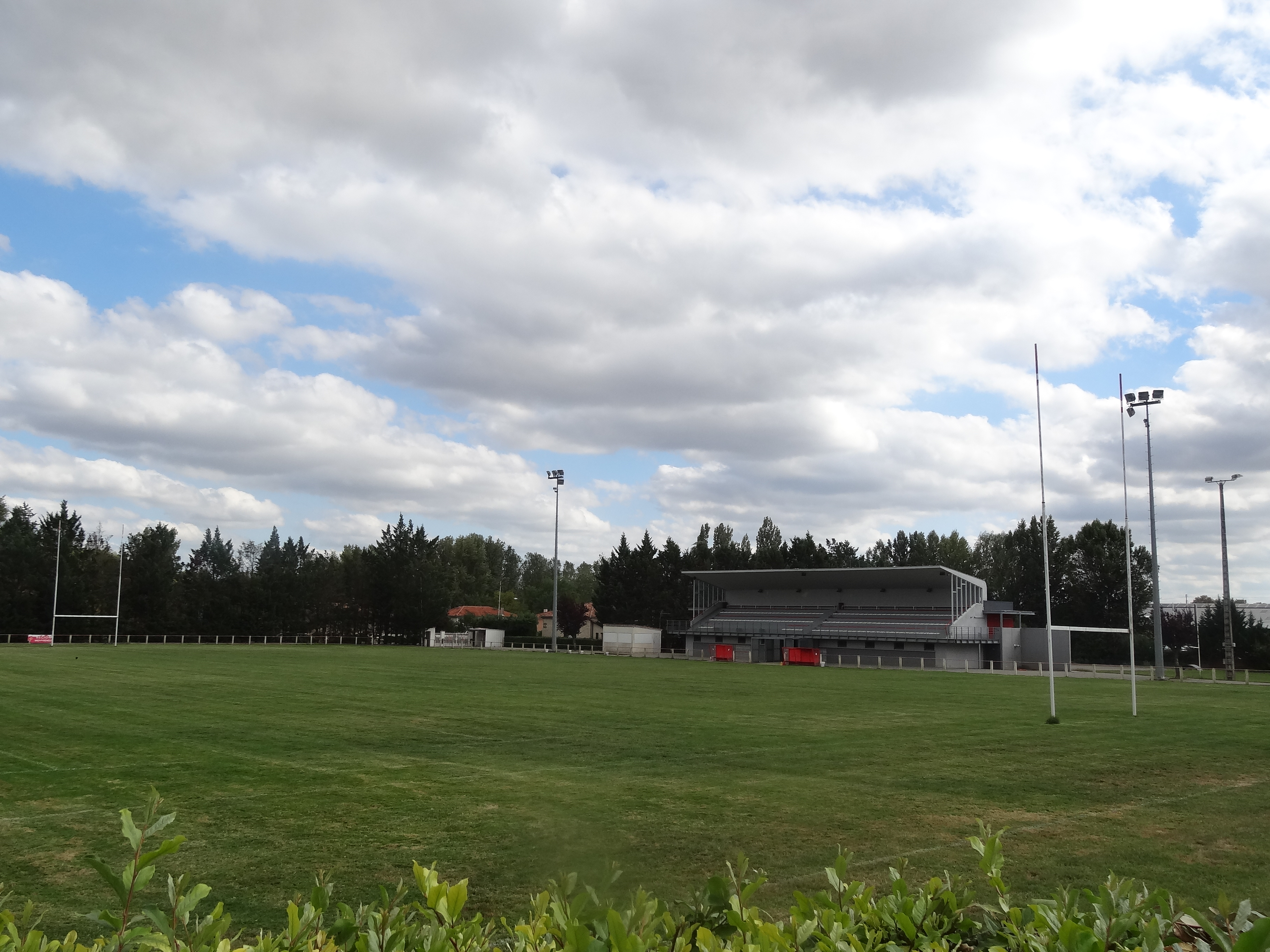
Le stade municipal Louis Ufferte.

- Basketball, l'étoile sportive gimontoise basket qui évolue pour la saison 2023/2024 en Nationale 1[47] féminine  ainsi qu'une équipe en Pré-Nationale féminine.
- Club de rugby à XV.
- L’étoile sportive gimontoise rugby, évoluant dans le Championnat de France de 2e division fédérale a évolué dans l’élite en 1969 (Gimont est une des plus petites villes à avoir abrité un club de première division). École de rugby[48],
- Football, Moto-cross, Tennis, Piscine d'été,
- Boxing shaolin, club de kick-boxing, full-contact, K1, muay-thaï, pancrace, affilié a la FFKMDA.

## Économie

### Revenus
En 2018  (données Insee publiées en septembre 2021), la commune compte 1 338 ménages fiscaux, regroupant 2 912 personnes. La médiane du revenu disponible par unité de consommation est de 20 800 € (20 820 € dans le département). 46 % des ménages fiscaux sont imposés (43,9 % dans le département).

### Emploi
|                | 2008  | 2013  | 2018  |
| -------------- | ----- | ----- | ----- |
| Commune        | 7,8 % | 9,4 % | 8,6 % |
| Département    | 6,1 % | 7,5 % | 8,2 % |
| France entière | 8,3 % | 10 %  | 10 %  |

En 2018, la population âgée de 15 à 64 ans s'élève à 1 701 personnes, parmi lesquelles on compte 80,7 % d'actifs (72,2 % ayant un emploi et 8,6 % de chômeurs) et 19,3 % d'inactifs,. Depuis 2008, le taux de chômage communal (au sens du recensement) des 15-64 ans est supérieur à celui du département, mais inférieur à celui de la France.
La commune fait partie de la couronne de l'aire d'attraction de Toulouse, du fait qu'au moins 15 % des actifs travaillent dans le pôle,. Elle compte 1 702 emplois en 2018, contre 1 821 en 2013 et 1 620 en 2008. Le nombre d'actifs ayant un emploi résidant dans la commune est de 1 244, soit un indicateur de concentration d'emploi de 136,8 % et un taux d'activité parmi les 15 ans ou plus de 54,5 %.
Sur ces 1 244 actifs de 15 ans ou plus ayant un emploi, 463 travaillent dans la commune, soit 37 % des habitants. Pour se rendre au travail, 82,4 % des habitants utilisent un véhicule personnel ou de fonction à quatre roues, 2,5 % les transports en commun, 10,7 % s'y rendent en deux-roues, à vélo ou à pied et 4,4 % n'ont pas besoin de transport (travail au domicile).

### Activités hors agriculture

#### Secteurs d'activités
354 établissements sont implantés  à Gimont au 31 décembre 2019. Le tableau ci-dessous en détaille le nombre par secteur d'activité et compare les ratios avec ceux du département,.
| Secteur d'activité                                                                                        | Commune | Commune | Département |
| Secteur d'activité                                                                                        | Nombre  | %       | %           |
| --- | ------- | ------- | ----------- |
| Ensemble                                                                                                  | 354     | 100 %   | (100 %)     |
| Industrie manufacturière, industries extractives et autres                                                | 39      | 11 %    | (12,3 %)    |
| Construction                                                                                              | 38      | 10,7 %  | (14,6 %)    |
| Commerce de gros et de détail, transports, hébergement et restauration                                    | 96      | 27,1 %  | (27,7 %)    |
| Information et communication                                                                              | 11      | 3,1 %   | (1,8 %)     |
| Activités financières et d'assurance                                                                      | 13      | 3,7 %   | (3,5 %)     |
| Activités immobilières                                                                                    | 14      | 4 %     | (5,2 %)     |
| Activités spécialisées, scientifiques et techniques et activités de services administratifs et de soutien | 54      | 15,3 %  | (14,4 %)    |
| Administration publique, enseignement, santé humaine et action sociale                                    | 60      | 16,9 %  | (12,3 %)    |
| Autres activités de services                                                                              | 29      | 8,2 %   | (8,3 %)     |

Le secteur du commerce de gros et de détail, des transports, de l'hébergement et de la restauration est prépondérant sur la commune puisqu'il représente 27,1 % du nombre total d'établissements de la commune (96 sur les 354 entreprises implantées  à Gimont), contre 27,7 % au niveau départemental.

#### Entreprises et commerces
Les cinq entreprises ayant leur siège social sur le territoire communal qui génèrent le plus de chiffre d'affaires en 2020 sont : 
- Comtesse Du Barry, commerce de détail de viandes et de produits à base de viande en magasin spécialisé (18 599 k€)
- Cogimont, supermarchés (14 699 k€)
- Survey, ingénierie, études techniques (9 070 k€)
- Transports Florczak, transports routiers de fret de proximité (6 774 k€)
- Loc +, location et location-bail d'autres machines, équipements et biens matériels n.c.a. (5 526 k€)

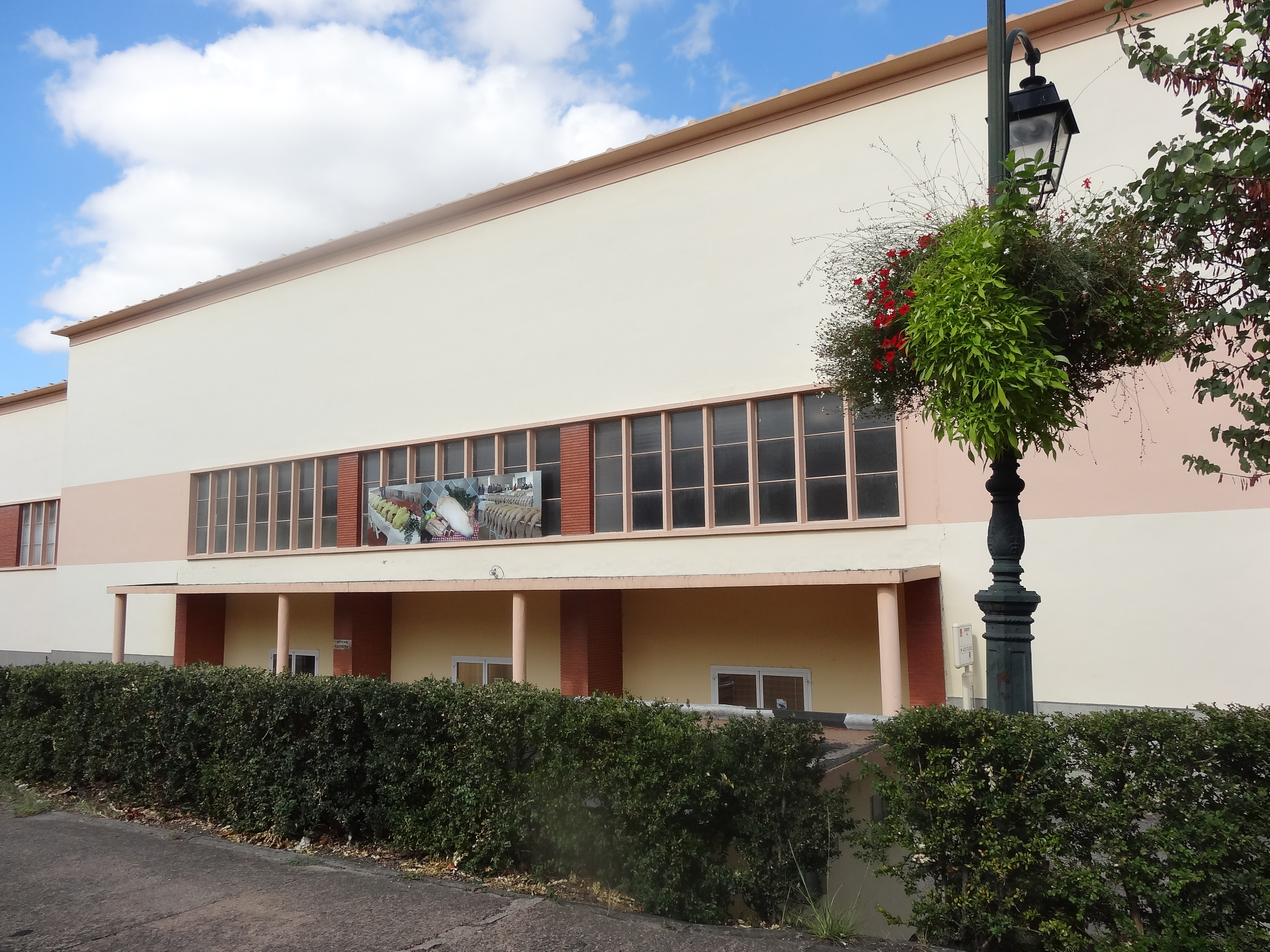
La halle accueillant le marché au gras.

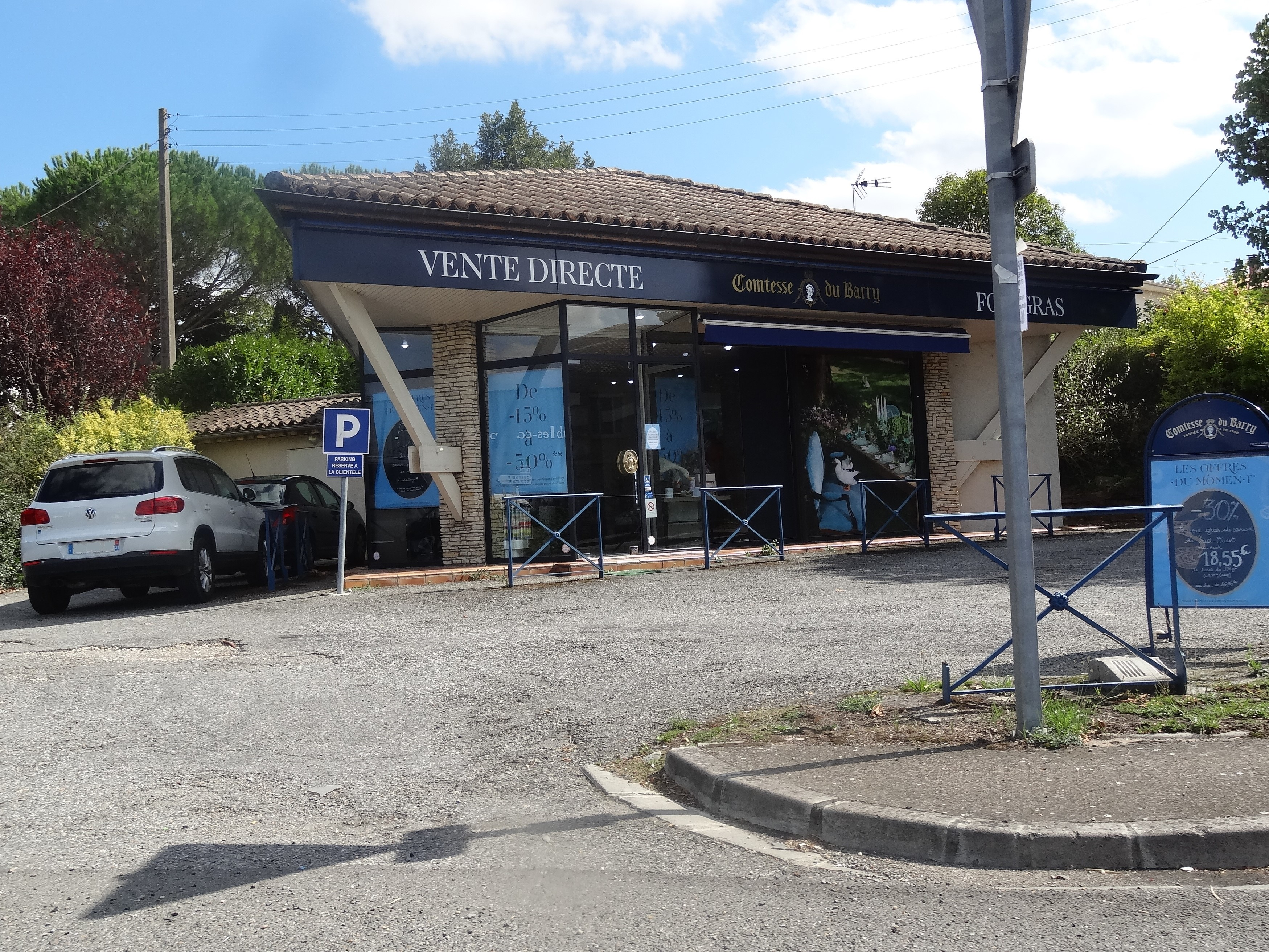
Le magasin « Comtesse du Barry ».

La région est le principal centre de confection du foie gras. Le Gers est le premier producteur de foie gras d'oie et le second pour le canard. L'élevage sur place est important et est le corollaire de la présence de nombreuses entreprises de transformation, notamment à Gimont. Cette activité doit beaucoup à la nature du sol argilo-calcaire très favorable à la culture massive du maïs, matière première du gavage des volatiles même si la fabrication du foie gras est très ancienne dans la région de Gimont et y était déjà florissante au XVIe siècle, soit bien avant l'introduction du maïs, céréale provenant des Amériques.
Le tournesol a connu un essor important durant le XXe siècle. 9 % de la production de tournesol d'Occitanie provient du canton de Gimont.
La commune est bien connue pour ses "grasses matinées" en référence au marché au gras de Gimont. Il a lieu tous les dimanches matin de novembre à mars. Le marché permet la rencontre entre producteurs et consommateurs tout en garantissant la qualité et la fraîcheur des produits. Le marché du dimanche matin est réservé aux particuliers, les restaurateurs et autres professionnels disposent d'un marché au gras le mercredi matin qui leur est dédié.
Les sièges des entreprises « Comtesse du Barry » et des « Ducs de Gascogne » sont situés à Gimont. Mais il existe également de nombreuses autres conserveries « à la ferme » qui produisent et vendent aux alentours.
- Usine du groupe Latécoère[50].

### Agriculture
La commune est dans les « Coteaux du Gers », une petite région agricole occupant l'est du département du Gers. En 2020, l'orientation technico-économique de l'agriculture  sur la commune est la culture de céréales et/ou d'oléoprotéagineuses.
|               | 1988  | 2000  | 2010  | 2020  |
| ------------- | ----- | ----- | ----- | ----- |
| Exploitations | 73    | 49    | 44    | 30    |
| SAU (ha)      | 1 920 | 1 773 | 1 971 | 1 923 |

Le nombre d'exploitations agricoles en activité et ayant leur siège dans la commune est passé de 73 lors du recensement agricole de 1988  à 49 en 2000 puis à 44 en 2010 et enfin à 30 en 2020, soit une baisse de 59 % en 32 ans. Le même mouvement est observé à l'échelle du département qui a perdu pendant cette période 51 % de ses exploitations,. La surface agricole utilisée sur la commune a quant à elle augmenté, passant de 1 920 ha en 1988 à 1 923 ha en 2020. Parallèlement la surface agricole utilisée moyenne par exploitation a augmenté, passant de 26 à 64 ha.

## Culture locale et patrimoine

### Lieux et monuments
- Les ruines de l'abbaye de Planselve : abbaye cistercienne du XIIe siècle. Domaine privé.
- L'église Notre-Dame-de-l'Assomption est inscrite à l'inventaire des monuments historiques depuis 1939[55]. La construction de l'église est prévue dans un accord entre les consuls de la ville et le syndic de l'abbaye de Planselve en 1292. Sur la façade a été gravée la date de 1331[56],[57],[58].

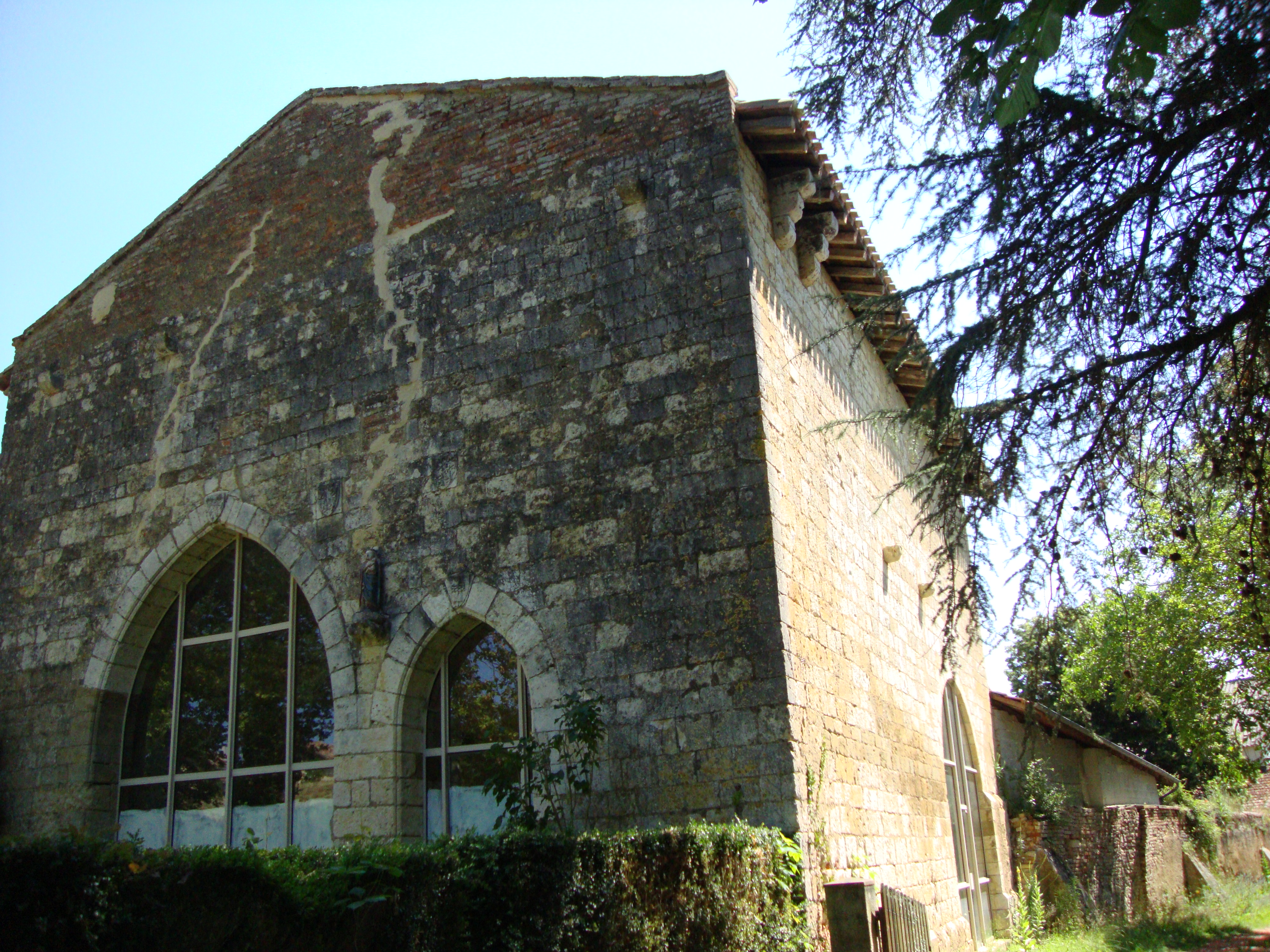
Aperçu de l’abbaye de Planselve.
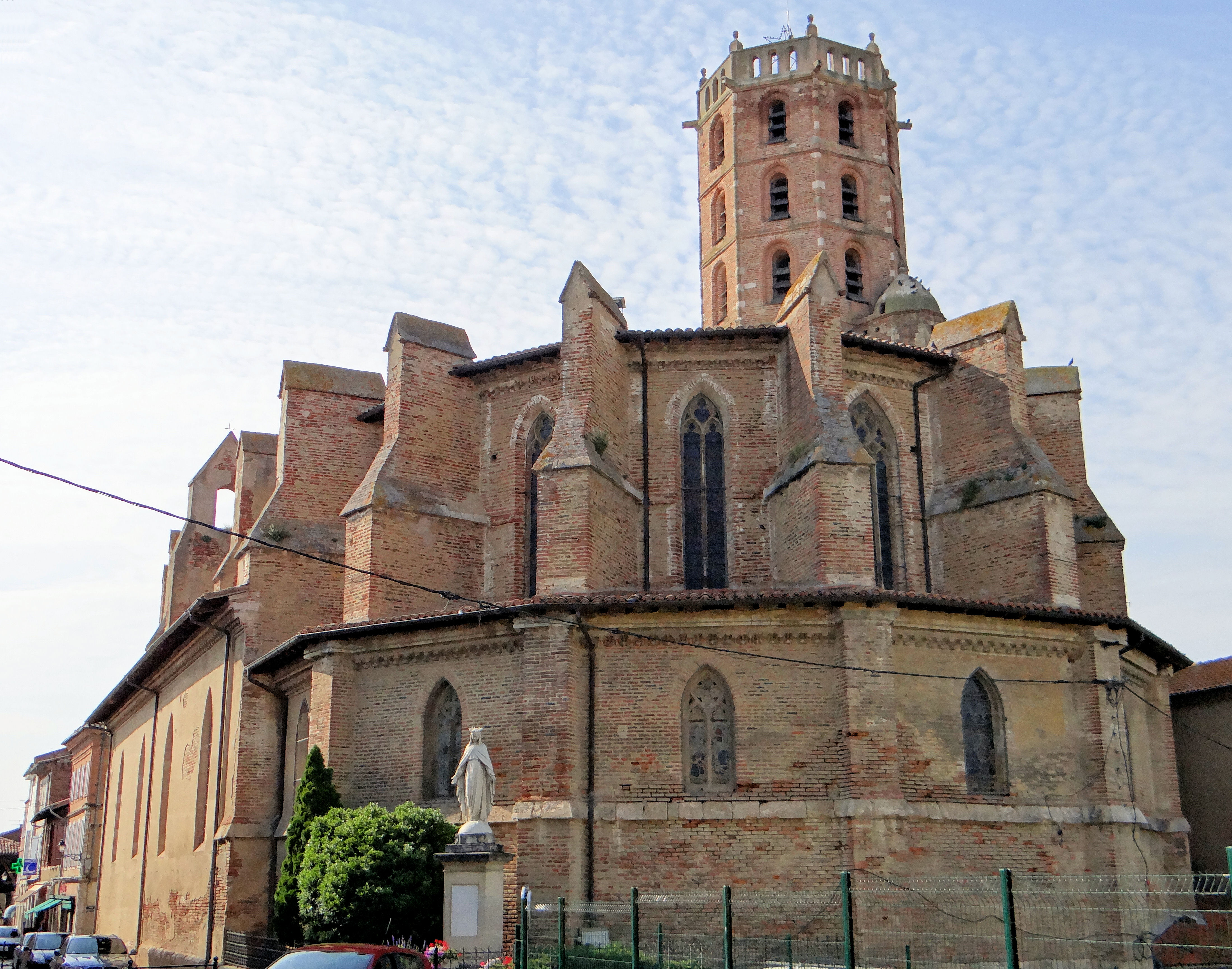
L'église vue de l’est.
Photographie panoramique.
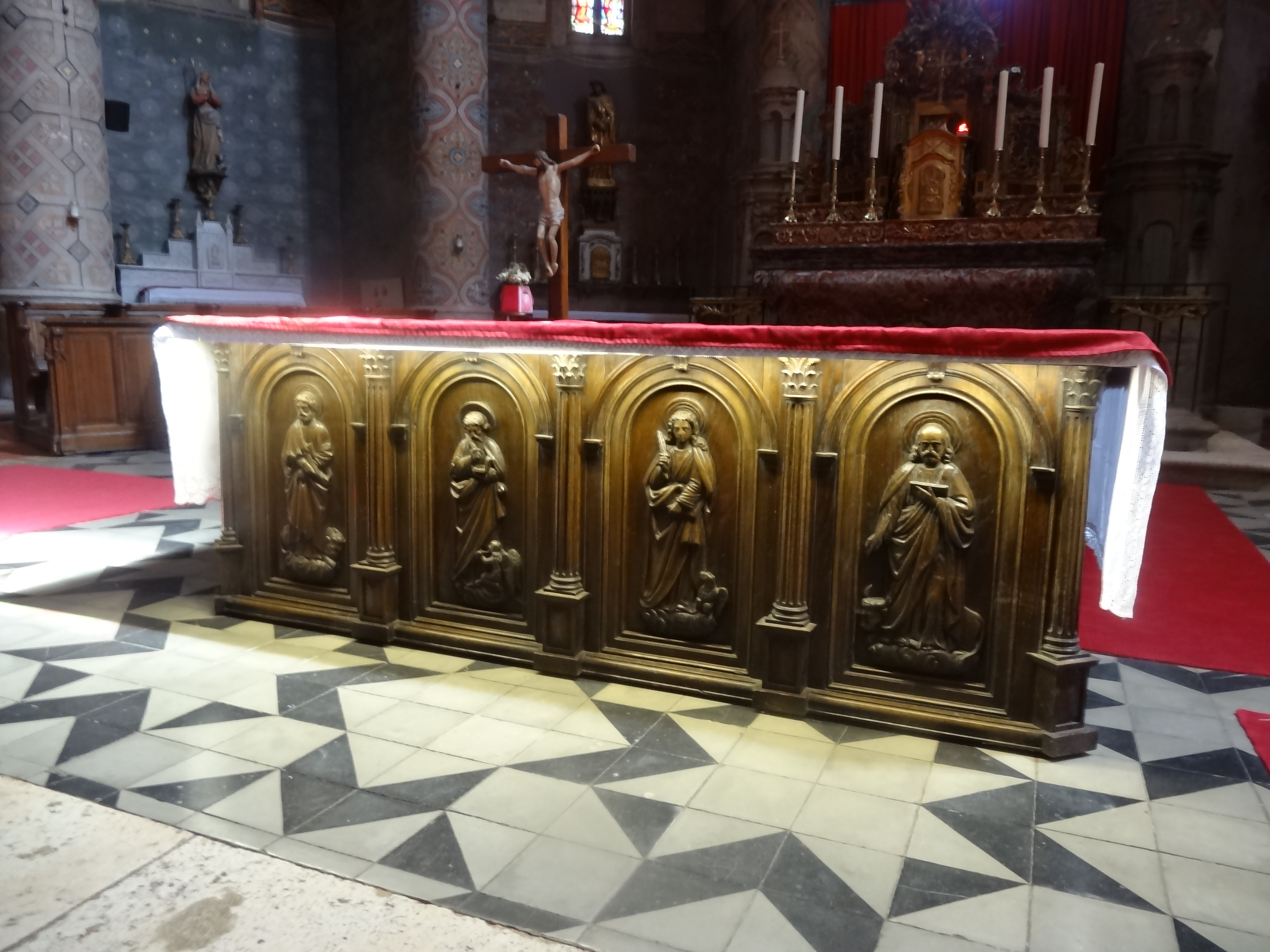
Le maître-autel.
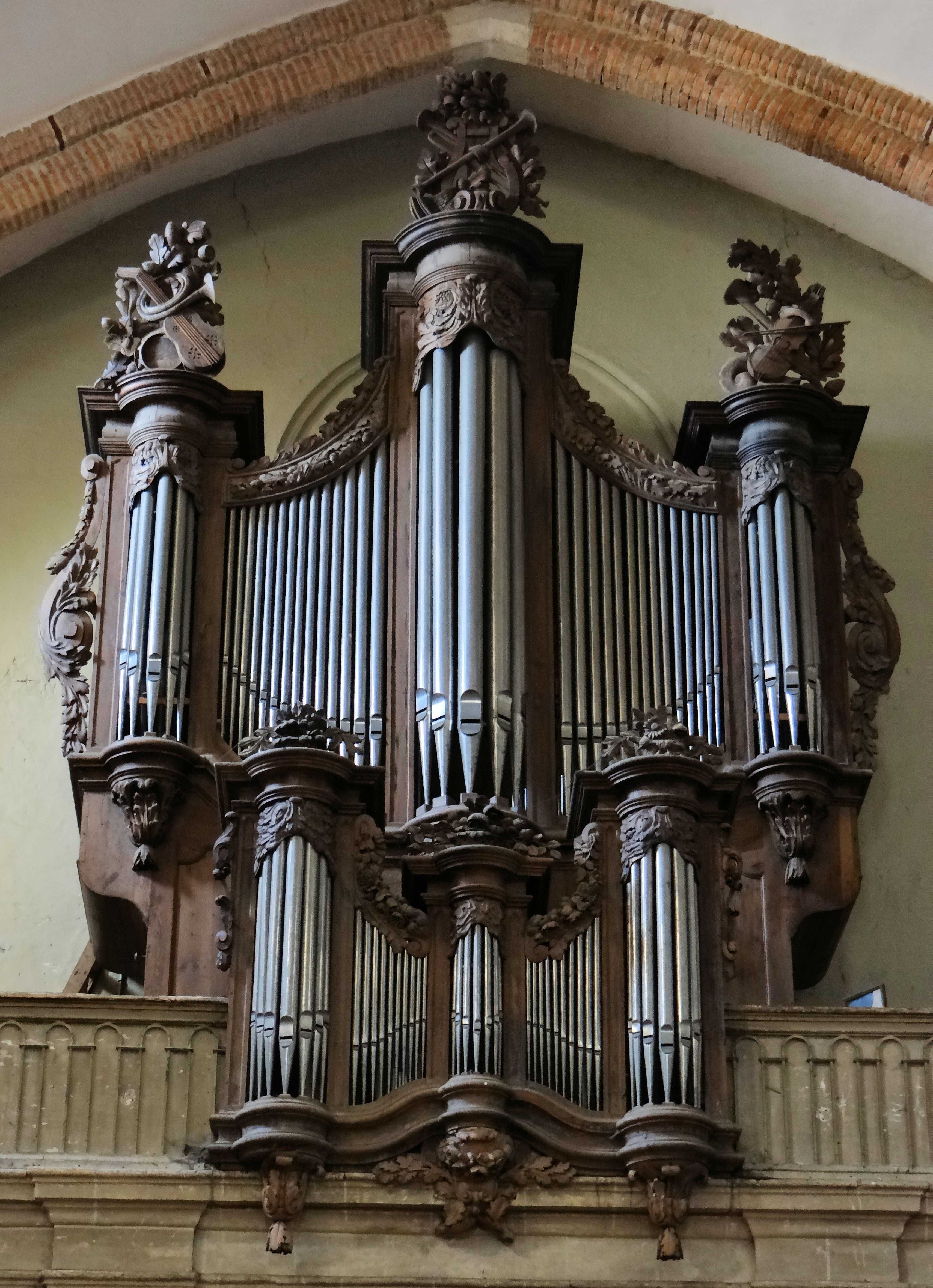
L'orgue.
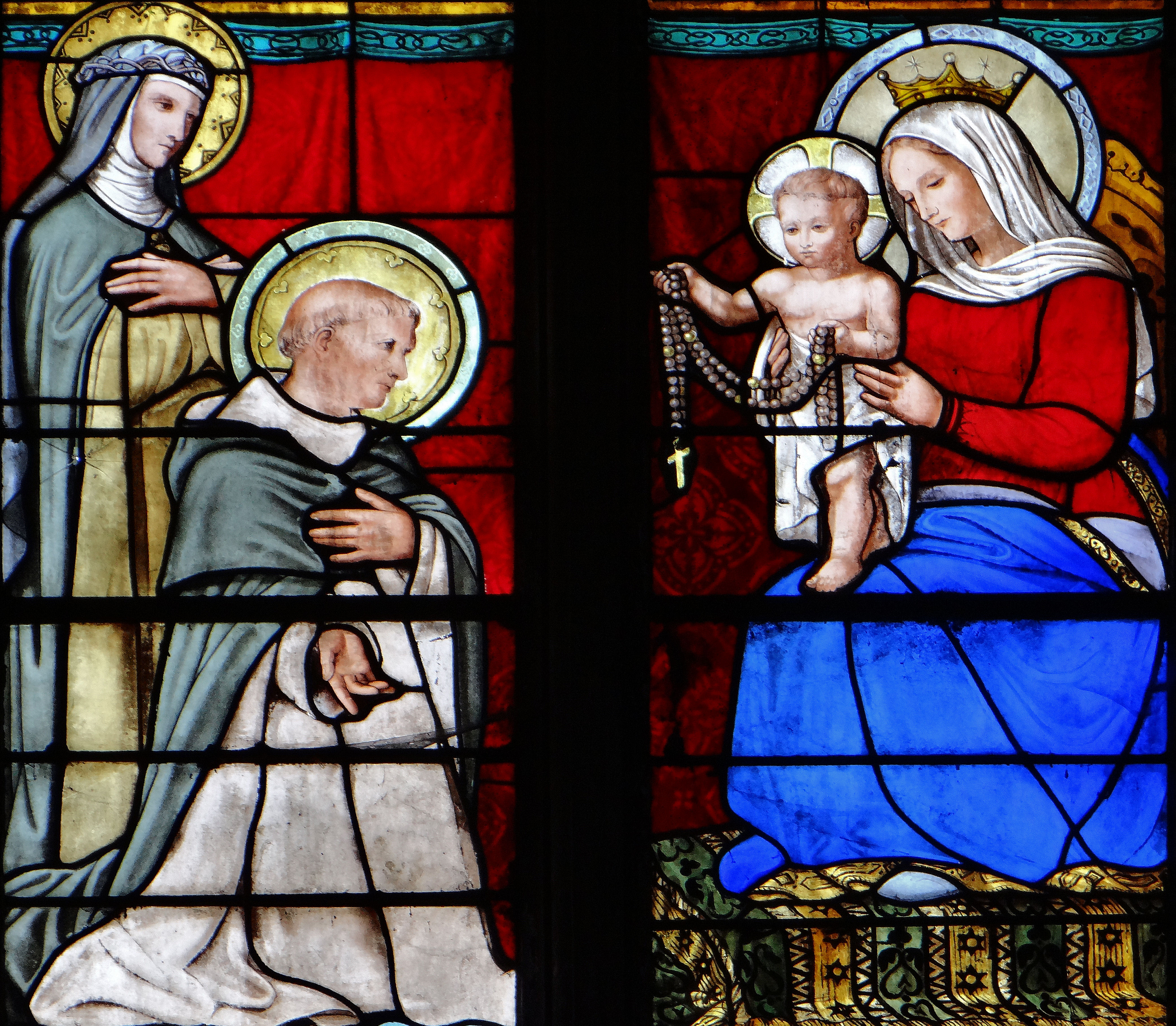
Une scène d'un des vitraux.
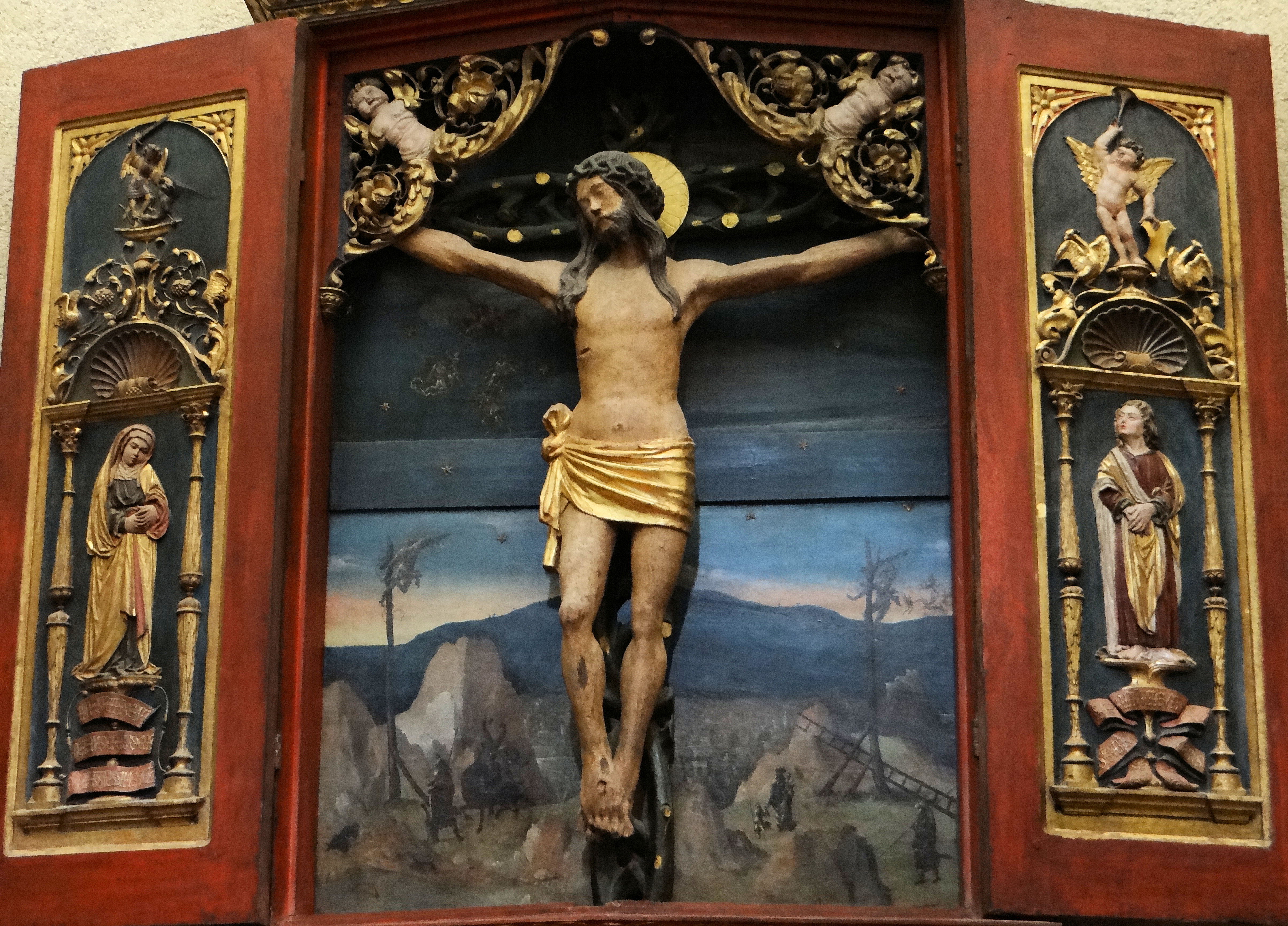
Triptyque représentant la crucifixion de Jésus située dans une chapelle.

- La chapelle Notre-Dame-de-Cahuzac est inscrite à l'inventaire des monuments historiques depuis 2017[59]. C'est un des lieux de pèlerinage les plus anciens de la Gascogne, impliquant la pose de nombreux médaillons, ex-votos et plaques de marbre à l’intérieur de l’édifice.

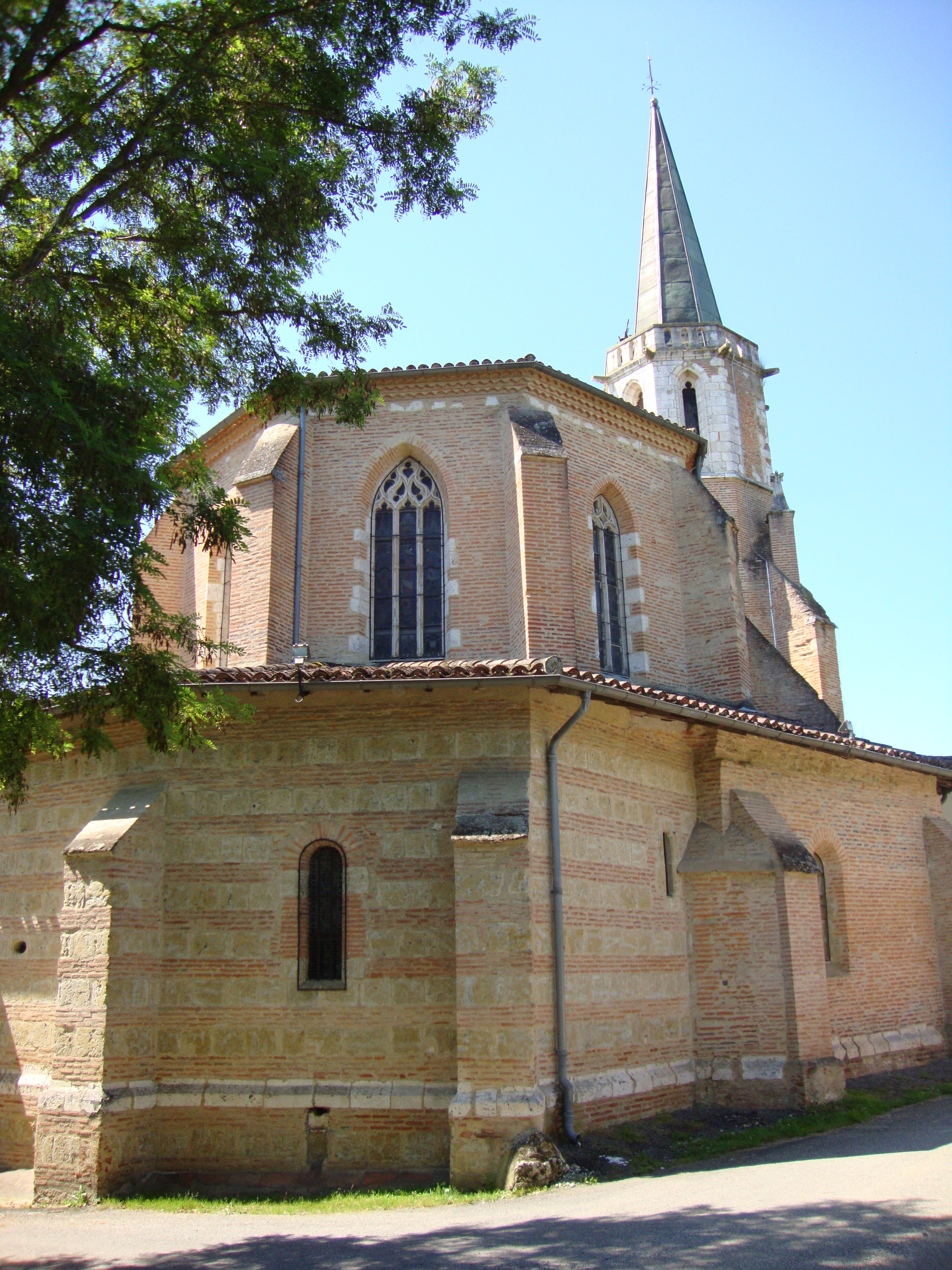
La chapelle vue de l’extérieur.
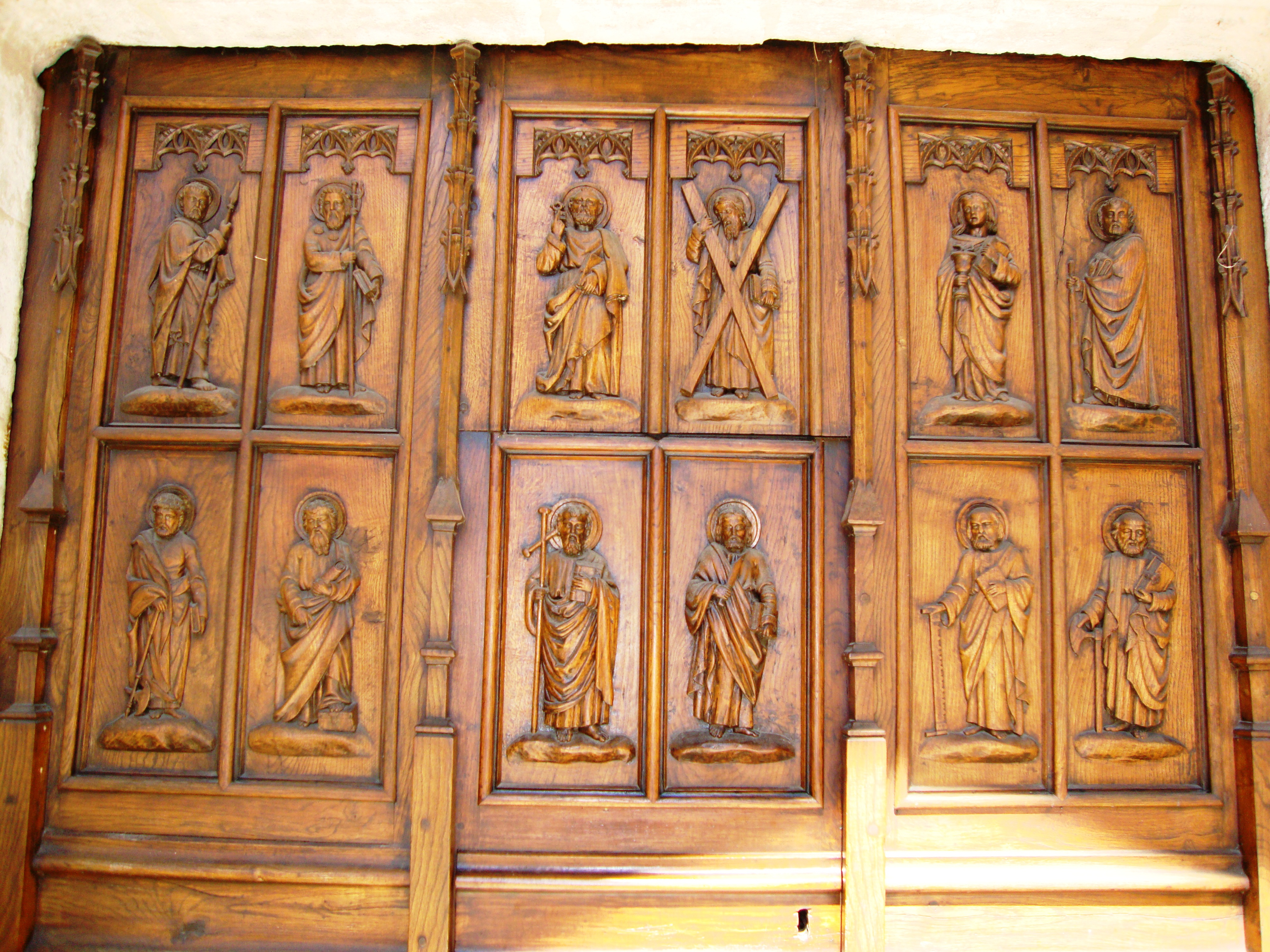
Porte d'entrée avec les douze apôtres sculptés.
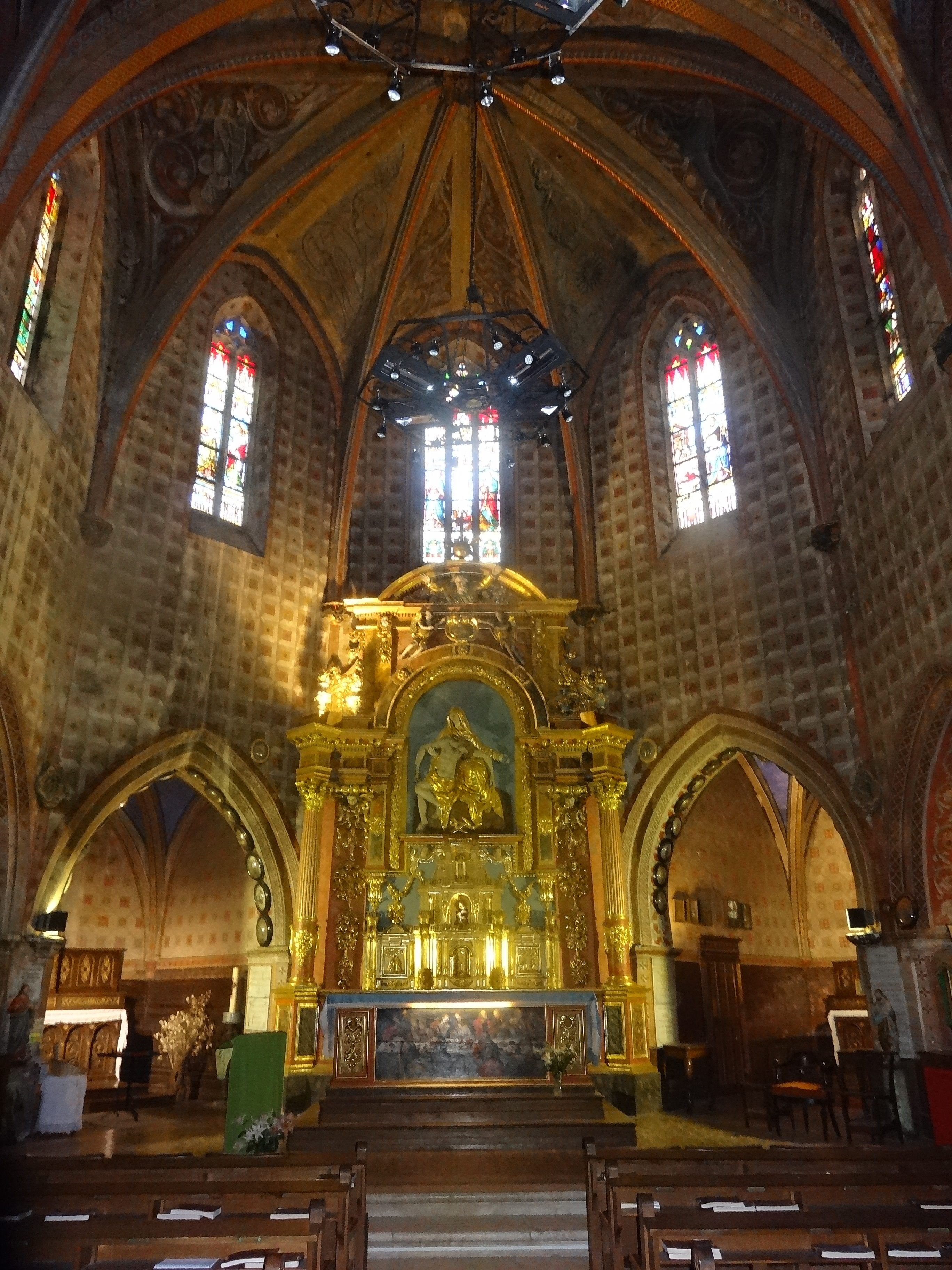
Le chœur.
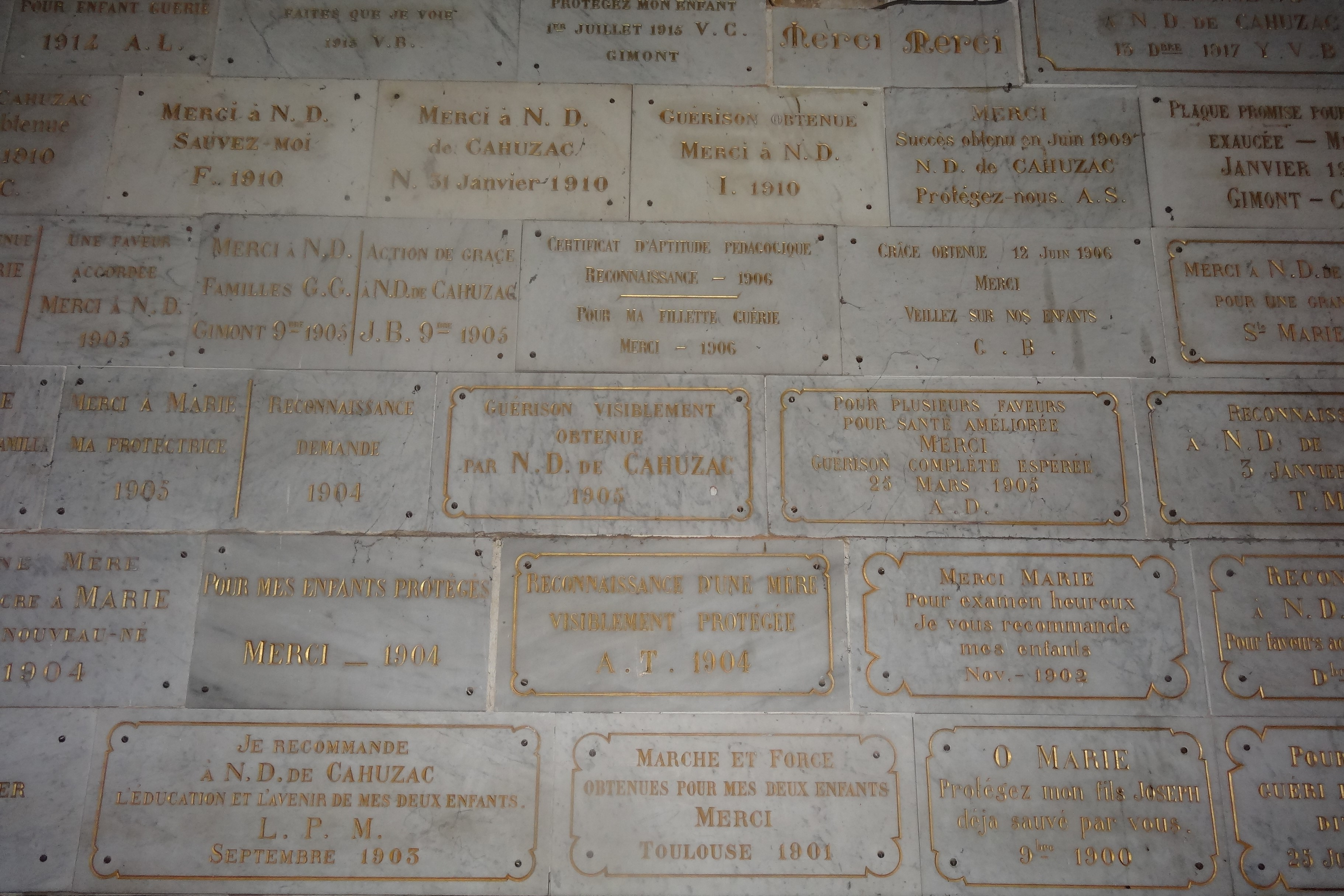
Ex-votos en marbre.
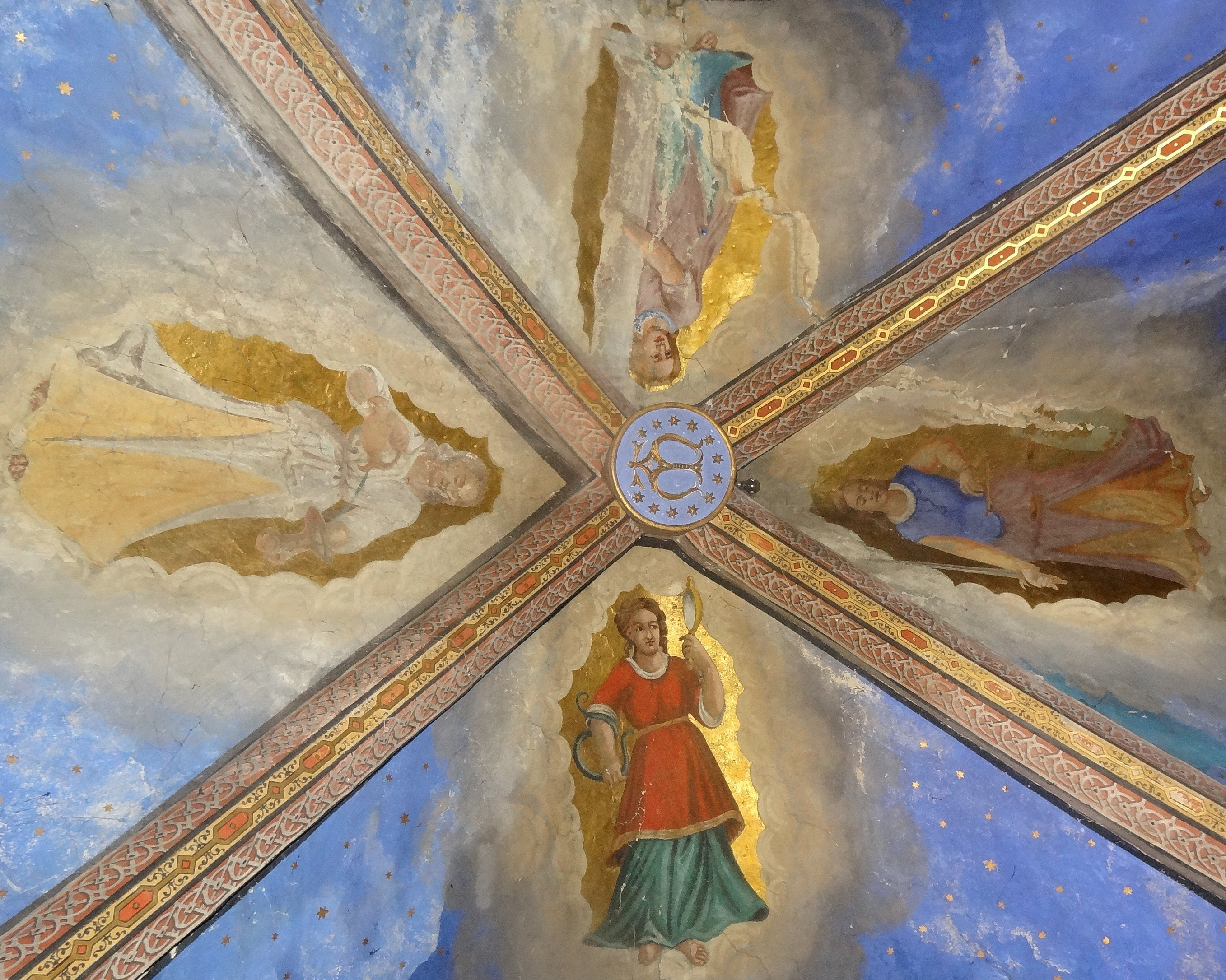
Peintures de la voute d'une des chapelles.

- Le château de Fontenilles, domaine privé, inscrit au titre des monuments historiques depuis 1999[60].
- La halle de Gimont du XIVe siècle.

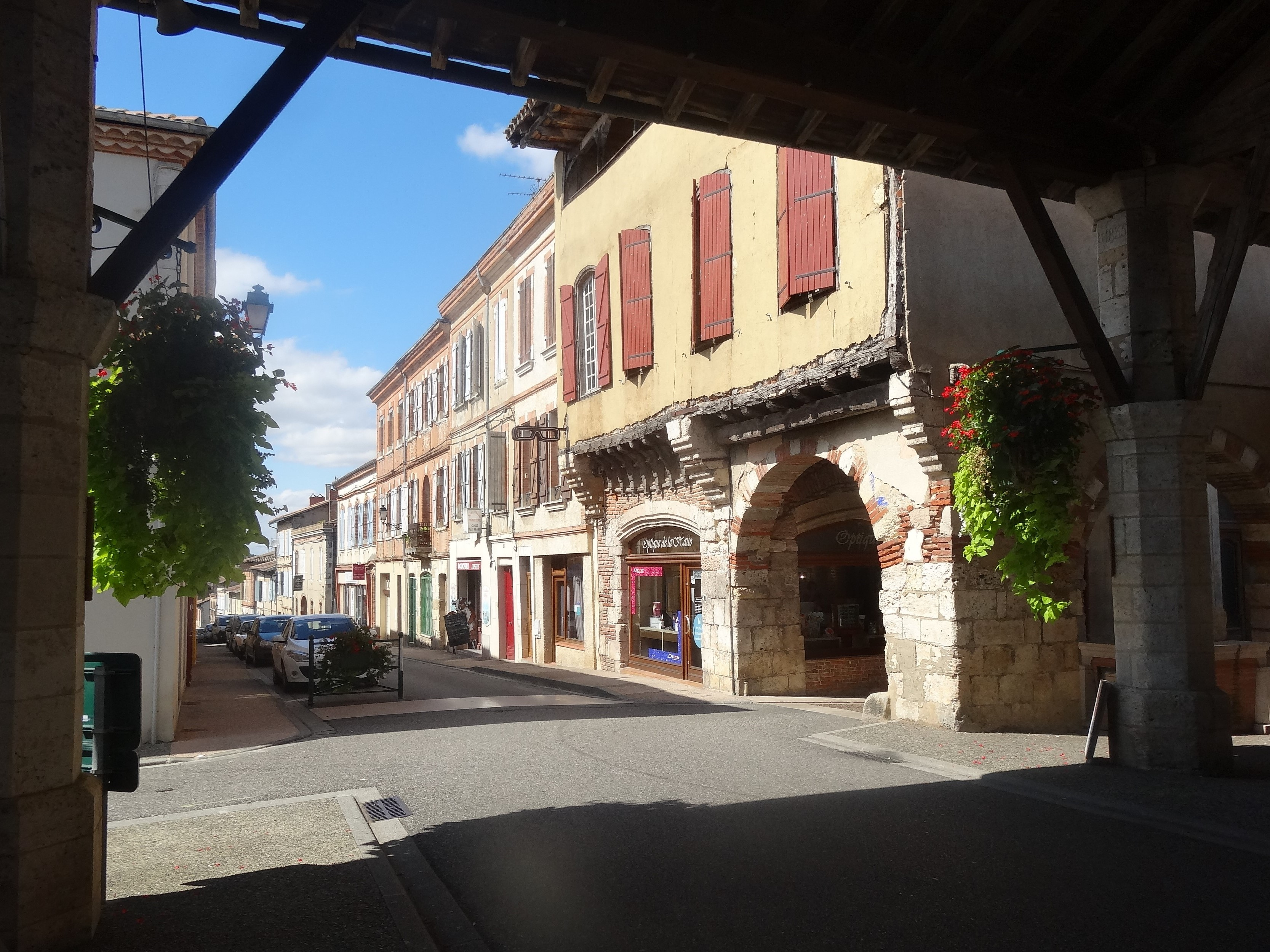
Maison à couverts du XIVe siècle.

- Des maisons à couverts, notamment celle (XIVe siècle) à l'angle de la rue Nationale et de la rue de l'Arceau, inscrite au titre des monuments historiques par arrêté du 12 octobre 1960[61].
- L'ancien palais des évêques de Lombez situé à l'ouest de la ville. En 1545, une ordonnance du roi François Ier créa l'annexe du séminaire de Lombez à Gimont. L'évêque séjournait parfois dans son palais gimontois dont il subsiste des vestiges : une jolie construction avec une tour hexagonale.

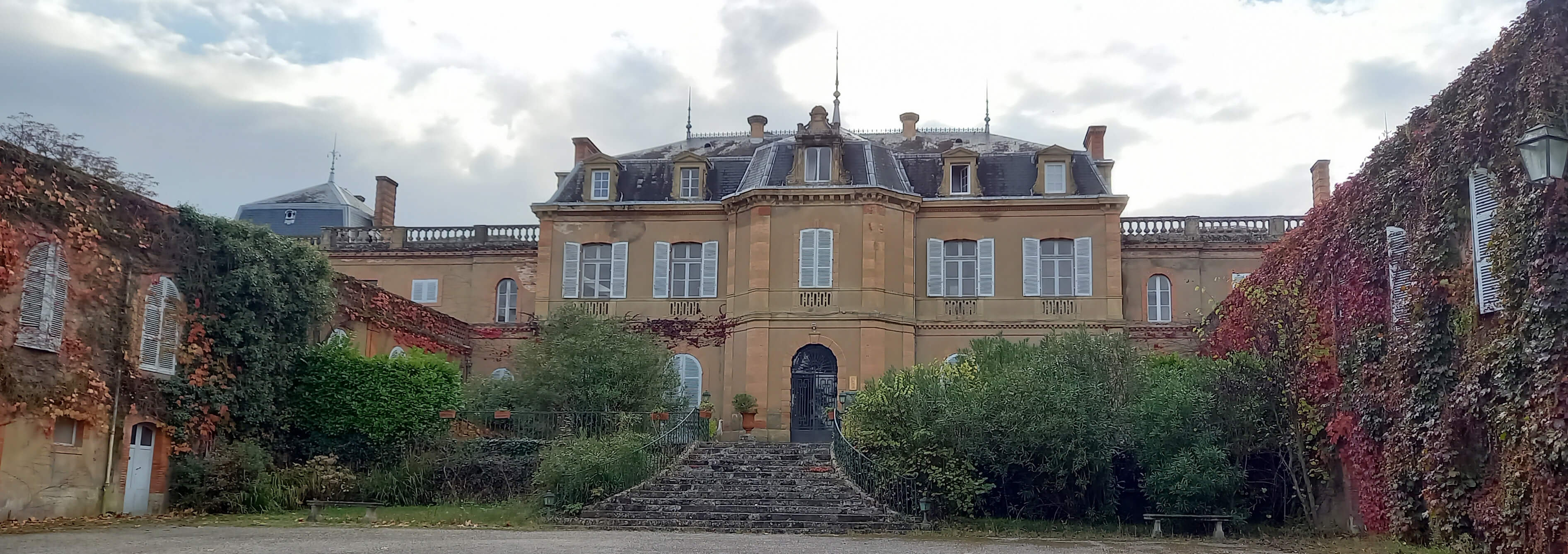
Château de Larroque.

- Le château de Larroque est situé à 1,5 km de Gimont, sur la route de Toulouse. L'édifice, de style XVIIIe siècle, a été construit en 1804. Il est implanté dans un splendide domaine d'où l'on peut apercevoir, par beau temps, la chaine des Pyrénées. Actuellement fermé pour travaux.

### Personnalités liées à la commune

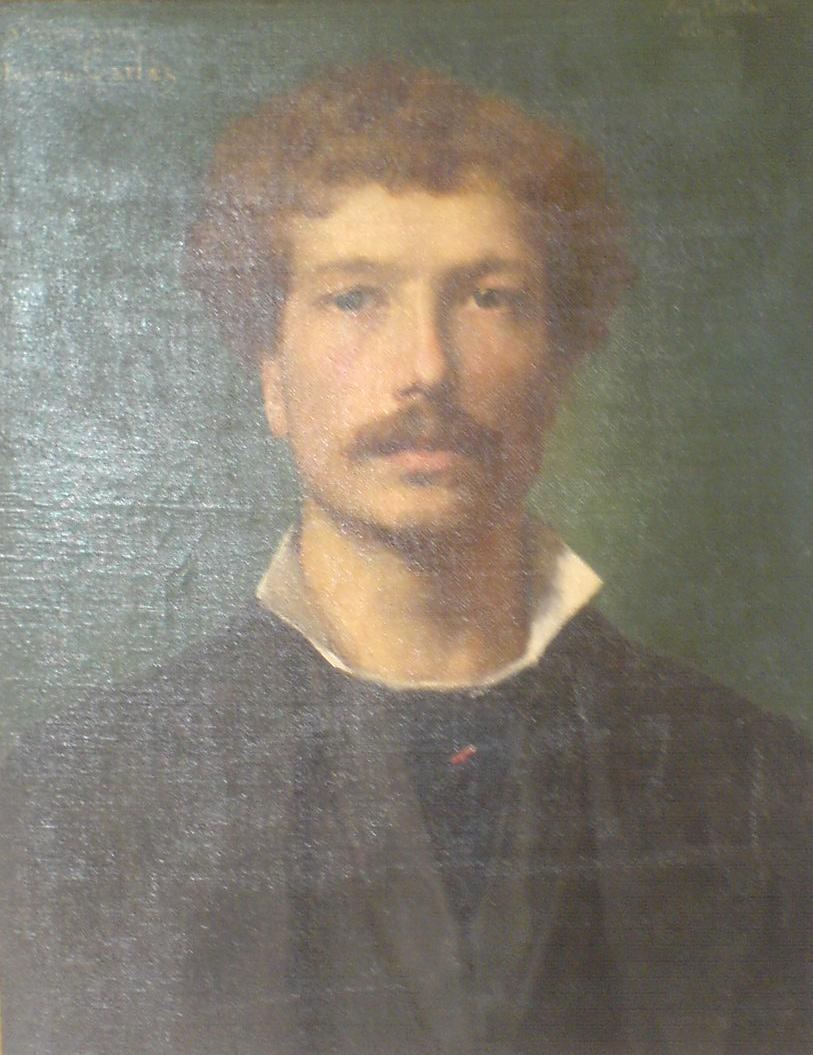
Armand Berton, Portrait d'Antonin Carlès,
Auch, musée des Jacobins d'Auch.

- Guilhem Ader (vers 1570-1638) : médecin et poète gascon né à Gimont ;
- Jean des Innocens de Maurens (1736-?), homme politique né à Gimont, député de la noblesse aux États généraux de 1789 ;
- Antonin Carlès (1851-1919) : sculpteur né à Gimont ;
- Paul-Émile Descomps (1892-1964) : sénateur du Gers né à Gimont ;
- Oléo (1906-1978) : actrice né à Gimont ;
- Paul Bacon (1907-1999) : homme politique mort à Gimont ;
- André Soubiran (1910-1999) : médecin et écrivain ayant vécu durant les deux guerres mondiales à Gimont, ville d'origine de sa mère, et où il est inhumé ;
- Francis Rui (1959-2001) : joueur de rugby à XV né à Gimont.

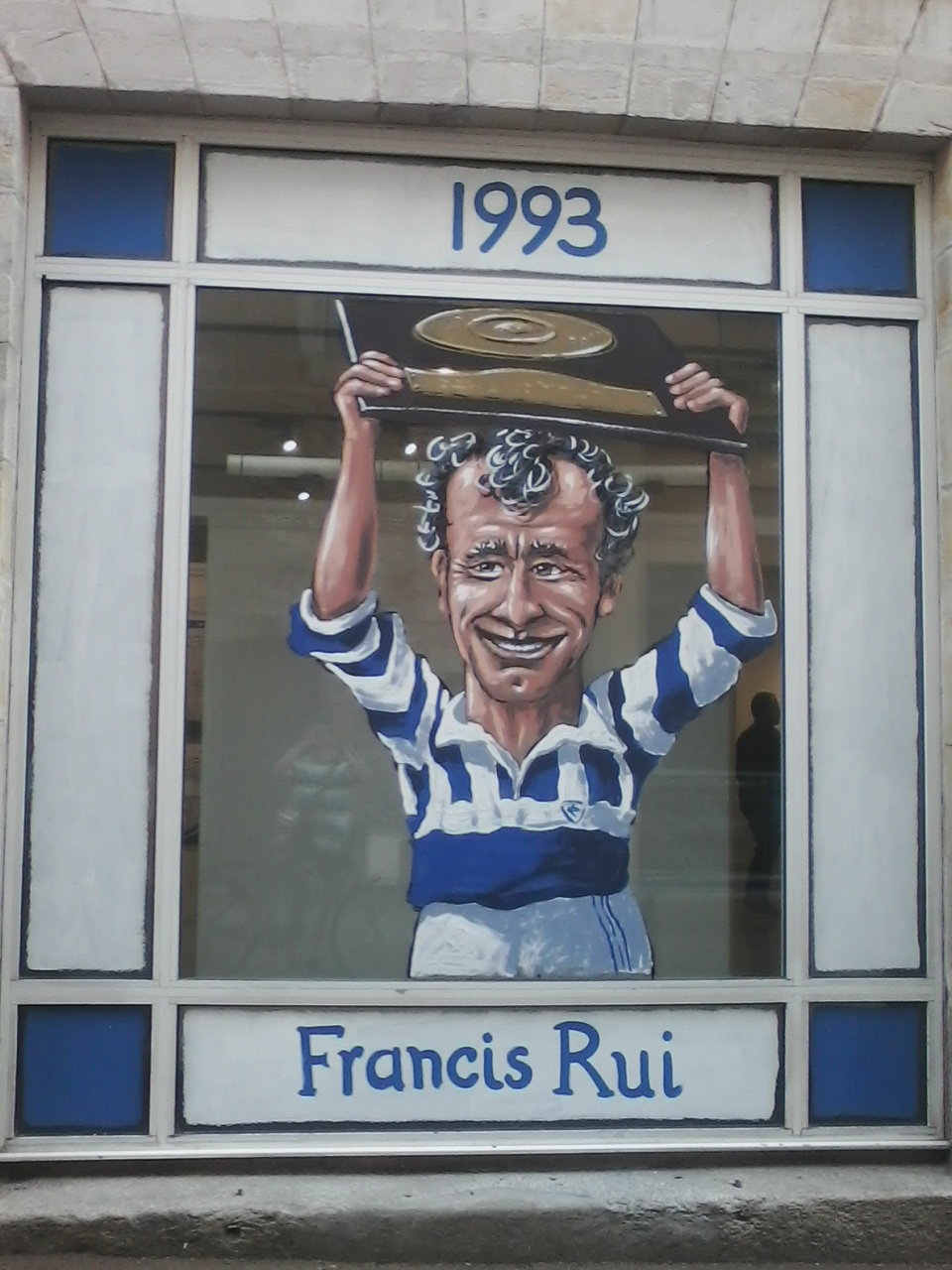
Le Gimontois Francis Rui
joue 20 ans au Castres olympique (1976-1996). Il était connu pour sa grande maîtrise du drop goal. Il est champion de France 1993 après une finale rendue polémique par de graves erreurs d'arbitrages en défaveur des Grenoblois, battus 14-11.

- Henry Nicolas François de Mauléon y est né en 1780
- Philippe Urraca
- Jean-Baptiste Charles Paya
- Famille du Cos de La Hitte
- Joseph de Pérès
- Pierre Bourgarit : joueur de rugby à XV de l’Équipe de France, né à Gimont

### Héraldique
| Blason de Gimont | Blason  | De gueules à la foi alésée d'or en chef ; à la champagne cousue d'azur, au rencontre de bœuf d'or brochant sur le champ et la champagne. |
| Blason de Gimont | Détails | Le statut officiel du blason reste à déterminer.                                                                                         |